# Ițcani
Ițcani (în germană Itzkany, în trecut Neu-Itzkany, i.e., Ițcanii Noi, respectiv Itzkany Bahnhof, i.e., Ițcani Gară) este un cartier suburban al municipiului Suceava, aflat la aproximativ 5 kilometri nord-vest de centrul localității.
Așezarea a fost fondată în secolul al XV-lea ca urmare a unui act din 2 februarie 1453 al domnitorului moldovean Alexăndrel Vodă, prin care s-a acordat Mănăstirii Ițcani dreptul de a întemeia un sat în hotarele sale, cu oameni din țară sau din Polonia, scutiți de dări și de slujbe către domnie, în folosul mănăstirii.
În perioada 1774–1918, ca urmare a anexării Bucovinei de către Imperiul Habsburgic, satul Ițcani a îndeplinit rolul de punct de frontieră austro-ungar, atât de cale ferată, cât și rutier. Tot în această perioadă de timp, în localitate au fost colonizate mai multe familii de etnici germani, parte a comunității mai largi de germani bucovineni. În perioada interbelică, comuna Ițcani a purtat numele de comuna Aron Pumnul, având primărie proprie și administrație separată de cea a orașului Suceava. După cel de-Al Doilea Război Mondial, comuna Aron Pumnul a fost desființată, Ițcaniul fiind încorporat drept cartier în cadrul municipiului Suceava.
Cartierul Ițcani nu a suferit modificări majore în perioada regimului comunist, așa cum s-a întâmplat cu Burdujeni și cu alte părți sau cartiere constitutive ale orașului, rămânând o zonă rurală de case/gospodării. Actualul cartier Ițcani, poziționat pe malul stâng al râului Suceava se mai numește Ițcanii Noi, pentru a fi diferențiat de Ițcanii Vechi (astăzi Hărbărie), situat de cealaltă parte a râului, către centrul Sucevei.

## Istoric

### Fondarea localității. Mănăstirea Ițcani
Localitatea Ițcani are o existență ce datează din secolul al XV-lea. În zona cunoscută astăzi sub denumirea de Ițcanii Vechi sau Hărbărie a fost construită o biserică de lemn la sfârșitul secolului al XIV-lea, în perioada domniei lui Petru al II-lea Mușat (1375–1391). Aceasta era ctitoria unui boier moldovean numit Iațco.
Mănăstirea de maici a fost numită „a lui Iațco din țarina Sucevei” sau Mănăstirea Ițcani, ea beneficiind de danii din partea mai multor domnitori ai Moldovei. Astfel, la 2 februarie 1453, Mănăstirea Ițcani a primit de la domnitorul Alexăndrel Vodă (1449, 1452–1454, 1455) dreptul de a întemeia un sat în hotarele sale, cu oameni din țară sau din „țara leșească” (i.e., Regatul Poloniei), scutiți de dări și de slujbe către domnie, în folosul mănăstirii. Acest drept a fost confirmat și de către domnitorul Ștefan cel Mare (1457–1504), însă actul nu s-a păstrat.
În secolul al XVI-lea, în locul bisericii de lemn s-a construit o biserică de zid. În pronaosul bisericii se află nouă lespezi funerare, datând din veacul al XVI-lea (1510–1590) și provenind desigur din vechea mănăstire a lui Iațco, dintre care cinci conțin inscripții ce consemnează nume românești, alte două – nume grecești, una – un nume rutean și ultima – un nume nedefinit.
În anul 1639, pe locul bisericii lui Iațco, a fost construită o biserică nouă. Mănăstirea de călugărițe din Ițcani a ființat până în anul 1776 când, în urma încorporării Bucovinei de către Imperiul Habsburgic, a fost desființată, ca și alte mănăstiri, iar biserica ei a fost transformată în biserică parohială, situație în care se află și astăzi.

### Punct austro-ungar de frontieră în perioada 1775–1918

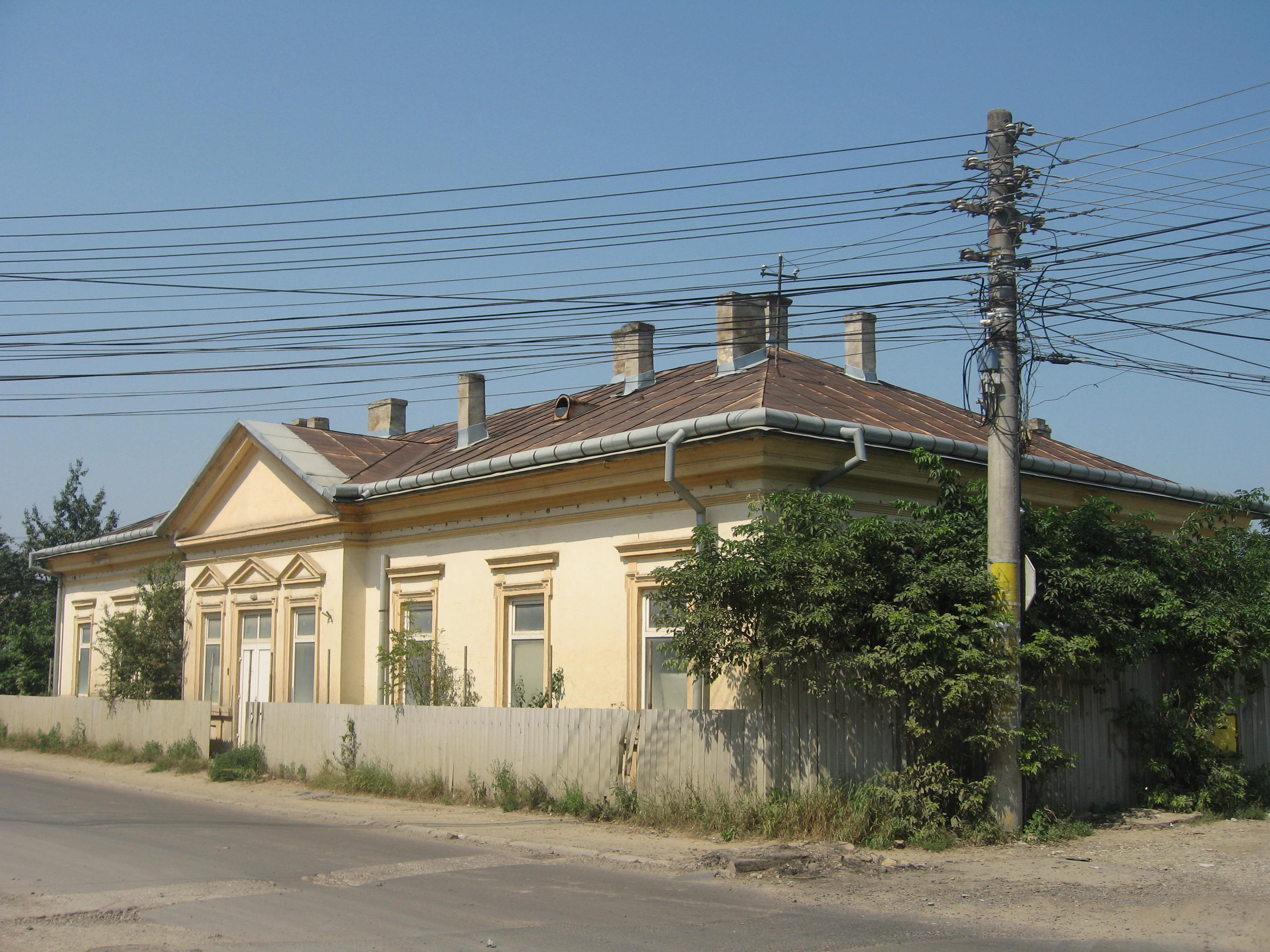
Clădirea fostului Pichet de grăniceri din Ițcani

În ianuarie 1775, ca urmare a atitudinii de neutralitate pe care a avut-o în timpul conflictului militar dintre Turcia și Rusia (1768–1774), Imperiul Habsburgic (Austria de astăzi) a primit o parte din teritoriul Moldovei, teritoriu cunoscut sub denumirea de Bucovina. După anexarea Bucovinei de către Imperiul Habsburgic în anul 1775, localitatea Ițcani a făcut parte din Ducatul Bucovinei, guvernat de către austrieci, fiind localizată în districtul Suceava (în germană Suczawa). Aceeași soartă a avut-o și vechea capitală a Moldovei, orașul Suceava.
Autoritățile habsburgice au desființat mănăstirea de călugărițe din Ițcani în baza Ordonanței Imperiale din 19 iunie 1783 a împăratului Iosif al II-lea (1780–1790), trecând toate pământurile și fondurile administrate de Episcopia Rădăuților „sub povățuirea stăpânirii împărătești și a crăieștii măriri”.
După anexarea Bucovinei, Imperiul Habsburgic a adus în localitatea de frontieră Ițcani funcționari de origine germană, care proveneau din diverse regiuni ale imperiului și din landurile germane. Aceștia au fost colonizați pe teritoriile mănăstirii de maici și pe proprietățile Mănăstirii Dragomirna. Situată în apropierea vechii comunități din Ițcanii Vechi (în germană Alt-Itzkany), aparținătoare de orașul Suceava, în apropiere de frontieră s-a format localitatea Ițcanii Noi (în germană Neu-Itzkany). Aici a fost înființat un oficiu vamal și unul polițienesc.

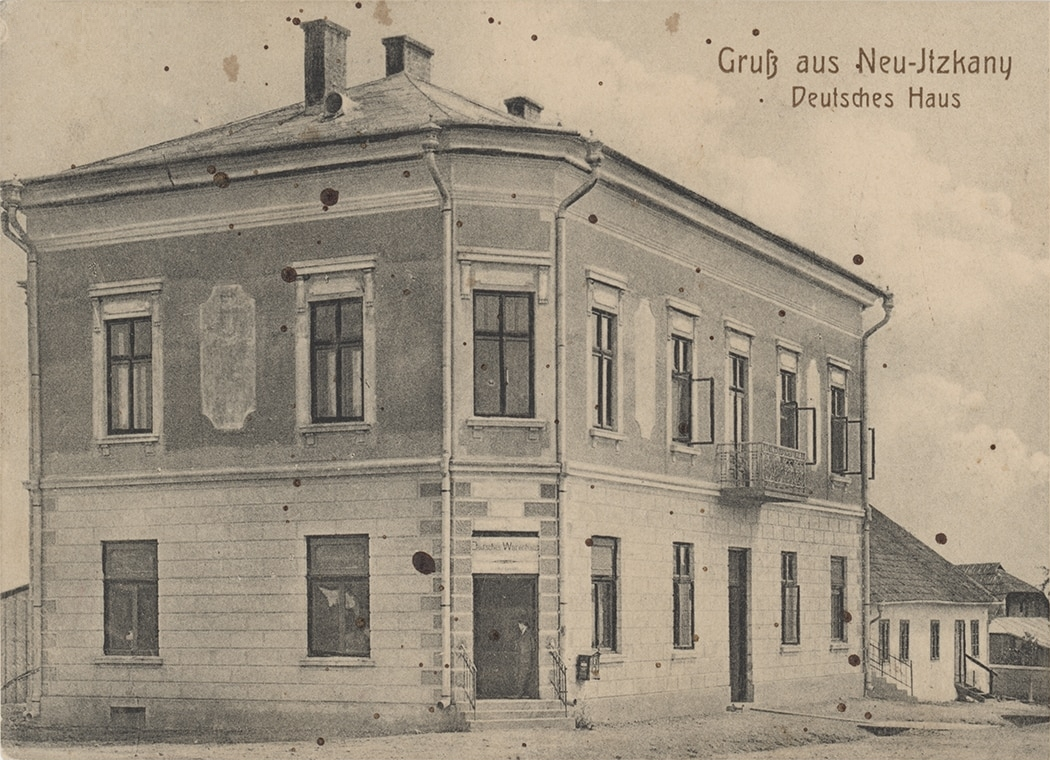
Casa Germană din Ițcani (ilustrată de epocă)

La 4 iulie 1788 au fost întemeiate primele opt gospodării din Ițcanii Noi, urmate la scurtă vreme de altele zece din landul Renania-Palatinat. În decursul timpului, numărul germanilor a crescut la 273 de locuitori (1880), 321 (1890), 407 (1900) și 596 (1910). Nemții se ocupau în principal cu agricultura, dar și cu activitățile comerciale și industriale.
În secolul al XIX-lea, s-a stabilit la Ițcani o importantă comunitate evreiască, care a înființat prăvălii, depozite, case de export și mici fabrici și a construit o sinagogă și un cimitir evreiesc pentru necesitățile de cult ale obștii. Deși evreii nu constituiau majoritatea populației, au existat primari evrei ai localității cum ar fi Dische și Samuel Hellmann, care va deveni ulterior președinte al comunității evreiești din Suceava. Fratele său, Max Hellmann, a fost membru supleant în Parlamentul regional (membru plin fiind Dr. Max Fokschaner). Ulterior, Dr. Adolf Hellmann, fiul lui Max și nepotul lui Samuel Hellmann a devenit primar.
La 28 octombrie 1869 a fost inaugurată și pusă în exploatare linia de cale ferată Cernăuți–Ițcani, în lungime de 89 km și care avea ca stație terminus satul Ițcani (localitate de frontieră între Imperiul Austro-Ungar și Regatul României). O lună și jumătate mai târziu, la 25 decembrie 1869, a fost deschis traseul feroviar Suceava–Roman. Granița austro-română era situată între gările Itzkany (în română Ițcani, astăzi Gara Suceava Nord) și Burdujeni (astăzi Gara Suceava).

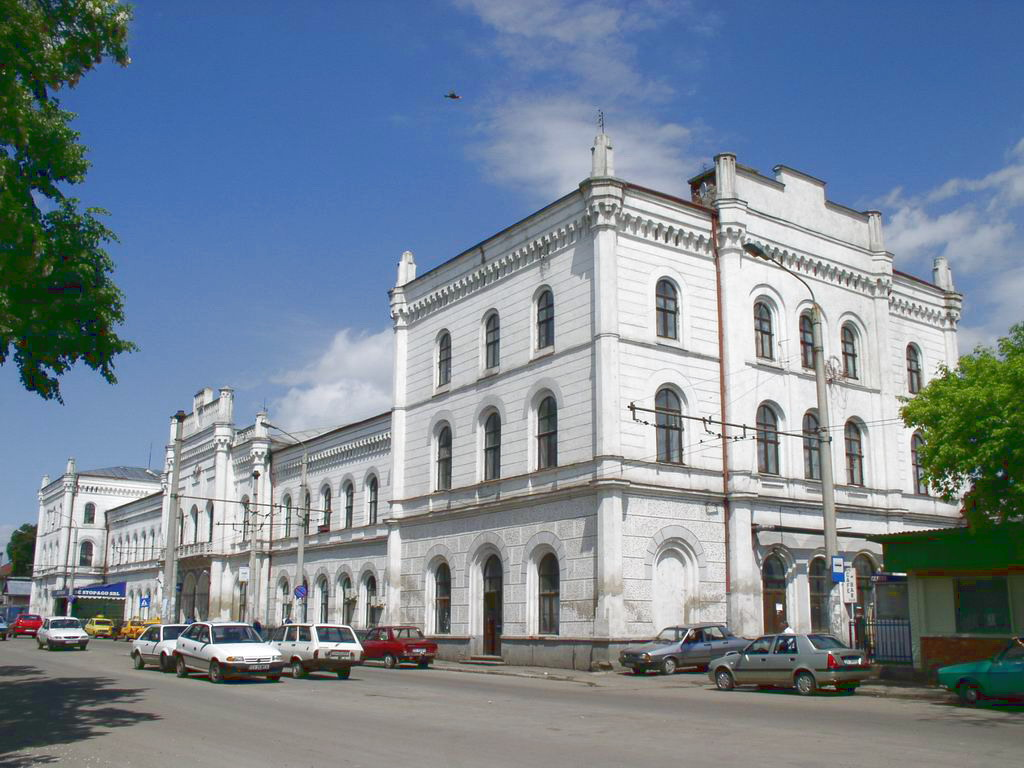
Gara Ițcani, clădire monument istoric

În anul 1871 a fost dată în exploatare Gara Ițcani (astăzi purtând denumirea de Gara Suceava Nord), construită în stilul neogotic al gărilor din Europa Centrală de antreprenorii austrieci C. Gall și F. Ronchetti, care a devenit punct de frontieră pentru calea ferată Roman–Burdujeni–Ițcani–Cernăuți. Prin intermediul Gării Ițcani, orașul Suceava a fost legat printr-o linie ferată de alte centre importante din Bucovina. În anul 1898, a fost construită o linie ferată îngustă pe traseul Ițcani–Suceava, având o gară terminus la Obor, în zona unde se află azi Policlinica Județeană Suceava (cartierul Areni). Această linie a fost menținută până la Primul Război Mondial.
În anul 1908, satul Ițcani a fost electrificat. Comunitatea s-a dezvoltat până la război, aici funcționând o fabrică de zahăr, o rafinărie de ulei și o fabrică de cuie de lemn.
Până în anul 1918, localitatea Ițcani a îndeplinit rolul de punct austro-ungar de frontieră la granița cu România. Clădirea gării a fost un important nod feroviar în traficul de călători și mărfuri pentru tranzitul în interiorul Imperiului Austro-Ungar, dar și pentru România. Stația era punct de frontieră pe calea ferată între România și Austro-Ungaria, pe teritoriul Austro-Ungariei, în timp ce pe teritoriul României gara corespondentă era Gara Burdujeni. Punctul de trecere rutier se afla pe podul de peste râul Mitocu (de pe strada Gheorghe Doja de astăzi), existând un pichet de grăniceri într-o clădire de pe strada Barbu Lăzăreanu.
Prin această localitate de graniță s-a desfășurat o activitate comercială importantă cu România. În Ițcani exista doar o școală elementară, iar copiii care doreau să-și continuie studiile se duceau la Gimnaziul din Suceava.
Până la Primul Război Mondial, în satul Ițcanii Noi nu existau locuitori de etnie română, populația fiind formată din germani, poloni și evrei. În sat existau o biserică romano-catolică, o biserică luterană și o sinagogă, dar nici o biserică ortodoxă.

### Localitatea devenită cartier, după Marea Unire din 1918

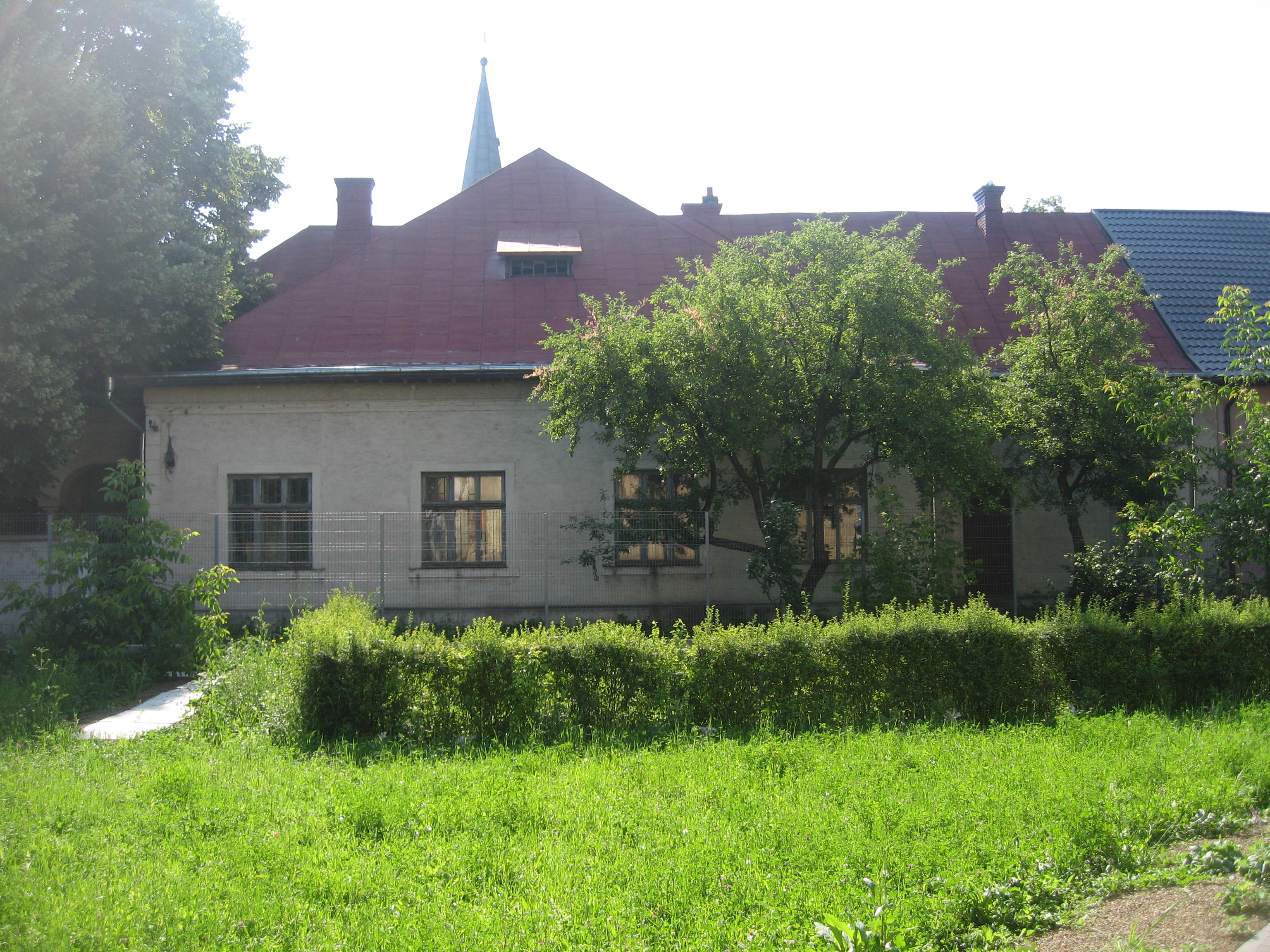
Clădirea fostei primării din Ițcani

La data de 15/28 noiembrie 1918, Congresul General al Bucovinei a votat unirea Bucovinei cu România, consfințind astfel revenirea Bucovinei sub stăpânire românească după mai bine de 140 de ani. Denumirea localității Ițcani a fost schimbată în cea de Aron Pumnul, după numele cărturarului român mort la Cernăuți.
După unire, unii locuitori de etnie străină s-au repatriat în țările lor, stabilindu-se aici români din satele din apropiere pentru a lucra la Gara Ițcani și la depoul de locomotive din imediata vecinătate. În perioada interbelică, comuna Aron Pumnul a avut primărie proprie și administrație separată de cea a orașului Suceava.
Numărul germanilor a scăzut după război la 492 de locuitori (1930) și apoi la 443 de persoane, dintre care 365 protestanți, 70 catolici și 8 atei (1937).
În anii 1923–1924, cum majoritatea evreilor din Bucovina nu obținuseră cetățenia română, Dr. Adolf Hellmann în calitate de primar al Ițcanilor a făcut intervenții pe lângă autoritățile românești pentru acordarea cetățeniei române membrilor comunității evreiești, alcătuind în acest sens o listă.
În anul 1928, a fost înființată oficial comunitatea evreiască din Ițcani și din împrejurimi, care l-a avut ca președinte pe Dr. Adolf Hellmann până la deportarea acestuia în perioada celui de-al Doilea Război Mondial. I-a urmat ca primar de Ițcani Dr. Josef Goldstein care a construit un sediu al comunității și a contribuit mult la dezvoltarea așezării, pentru o scurtă perioadă viceprimar fiind industriașul evreu Jakob Roessler. În anul 1934 Adolf Kolber a devenit primar, fiind ultimul etnic evreu care a deținut funcția de primar în Bucovina până la începerea deportărilor.
Deoarece cea mai apropiată biserică ortodoxă era la o distanță de câțiva kilometri (Biserica Adormirea Maicii Domnului, adică fosta Mănăstire Ițcani), între anii 1933–1938, la inițiativa preotului Mihail Sârbu și a directorului școlar Mihail Șeltes și pe cheltuiala credincioșilor din satul Aron Pumnul și a Mitropoliei Bucovinei (cu sediul la Cernăuți) a fost construită în apropierea gării o biserică cu hramul „Sfinții Arhangheli Mihail și Gavriil” (sărbătorit la 8 noiembrie). Biserica a fost sfințită la data de 2 octombrie 1938.
În anul 1939, denumirea Gării Ițcani s-a schimbat în cea de Aron Pumnul, revenindu-se la denumirea inițială abia în 1944.
În anul 1941, generalul Ion Antonescu, conducătorul statului român, a dispus stabilirea în comuna Ițcani a unui număr de 49 de familii de refugiați români din Cadrilater, cărora li s-au repartizat câte 5 hectare de teren arabil și câte o gospodărie rămasă de la nemții repatriați în anul 1939 în Germania.
În dimineața zilei de 9 octombrie 1941, în baza ordonanței care specifica că “Evreii din oraș (Suceava n.n.) trebuie să predea imediat la Banca Națională banii, aurul, pietrele prețioase, acțiunile și obligațiunile și alte obiecte de valoare de care dispun și să se prezinte în aceeași zi la Burdujeni cu bagaje de mână.”, 90% din evreii din Ițcani au fost deportați în Transnistria, ei aflându-se în primul transport al evreilor din regiunea Suceava către lagăre. Majoritatea acestora a murit în Transnistria sau au fost transportați de către militarii germani înspre râul Bug și uciși acolo.
După cel de-al Doilea Război Mondial, comuna Aron Pumnul a fost desființată, Ițcaniul fiind încorporat drept cartier în cadrul municipiului Suceava. Începând din anul 1963 denumirea Gării Ițcani a fost schimbată în cea de Stația CFR Suceava Nord.
În perioada regimului comunist, spre deosebire de Burdujeni și de alte zone ale municipiului Suceava, cartierul Ițcani nu a suferit modificări majore, rămânând un cartier preponderent de case. Majoritatea construcțiilor vechi din zona gării, a pasajului rutier și din alte zone ale Ițcaniului s-au păstrat până în prezent. Arhitectura clădirilor este o mărturie a faptului că Ițcani a reprezentat în trecut o comunitate mixtă (români, nemți, evrei, poloni).
În Ițcani nu au fost construite blocuri de locuințe (deși exista un plan în acest sens, care nu a mai apucat să fie pus în practică). Există doar trei blocuri, situate în imediata vecinătate a Parcului Gării Ițcani. De asemenea, zona nu a fost industrializată în anii comunismului (precum Burdujeni). Astfel, pe raza cartierului Ițcani existau doar o fabrică de încălțăminte și o fabrică de in (ambele desființate), depoul și mici ateliere meșteșugărești.
După 2000, cartierul a intrat într-un con de umbră, iar Gara Ițcani, deși este monument istoric, se află într-o stare destul de avansată de degradare, numărul de trenuri ce tranzitează această stație reducându-se, iar multe dintre spațiile clădirii fiind abandonate.

## Demografie
Componența etnică a comunei Ițcani în 1930:
     Germani (45%)
     Români (21,4%)
     Evrei (17,84%)
     Ruteni (6,77%)
     Polonezi (5,24%)
     Ruși (2,15%)
     Maghiari (1,53%)
     Altă etnie (0,07%)
Componența confesională a comunei Ițcani în 1930:
     Romano-catolici (28,4%)
     Evanghelici/luterani (22,7%)
     Ortodocși (22,04%)
     Mozaici (18,04%)
     Greco-catolici (8,17%)
     Altă religie (0,65%)
Conform recensământului efectuat în 1930, populația comunei Ițcani (atunci comunele Ițcani-Gară și Ițcanii-Noi) se ridica la 2.422 locuitori. Majoritatea locuitorilor erau germani (45,00%), cu o minoritate de români (21,40%), una de evrei (17,84%), una de ruteni (6,77%), una de polonezi (5,24%), una de ruși (2,15%) și una de maghiari (1,53%). Alte persoane s-au declarat: cehi/slovaci (19 persoane), sârbi/croați/sloveni (2 persoane) și armeni (1 persoană).
Din punct de vedere confesional, majoritatea locuitorilor erau romano-catolici (28,40%), dar existau și evanghelici/luterani (22,70%), ortodocși (22,04%), mozaici (18,04%) și greco-catolici (8,17%). Alte persoane s-au declarat: adventiști (4 persoane), armeano-catolici (2 persoane) sau fără religie (9 persoane).

## Obiective istorice și turistice

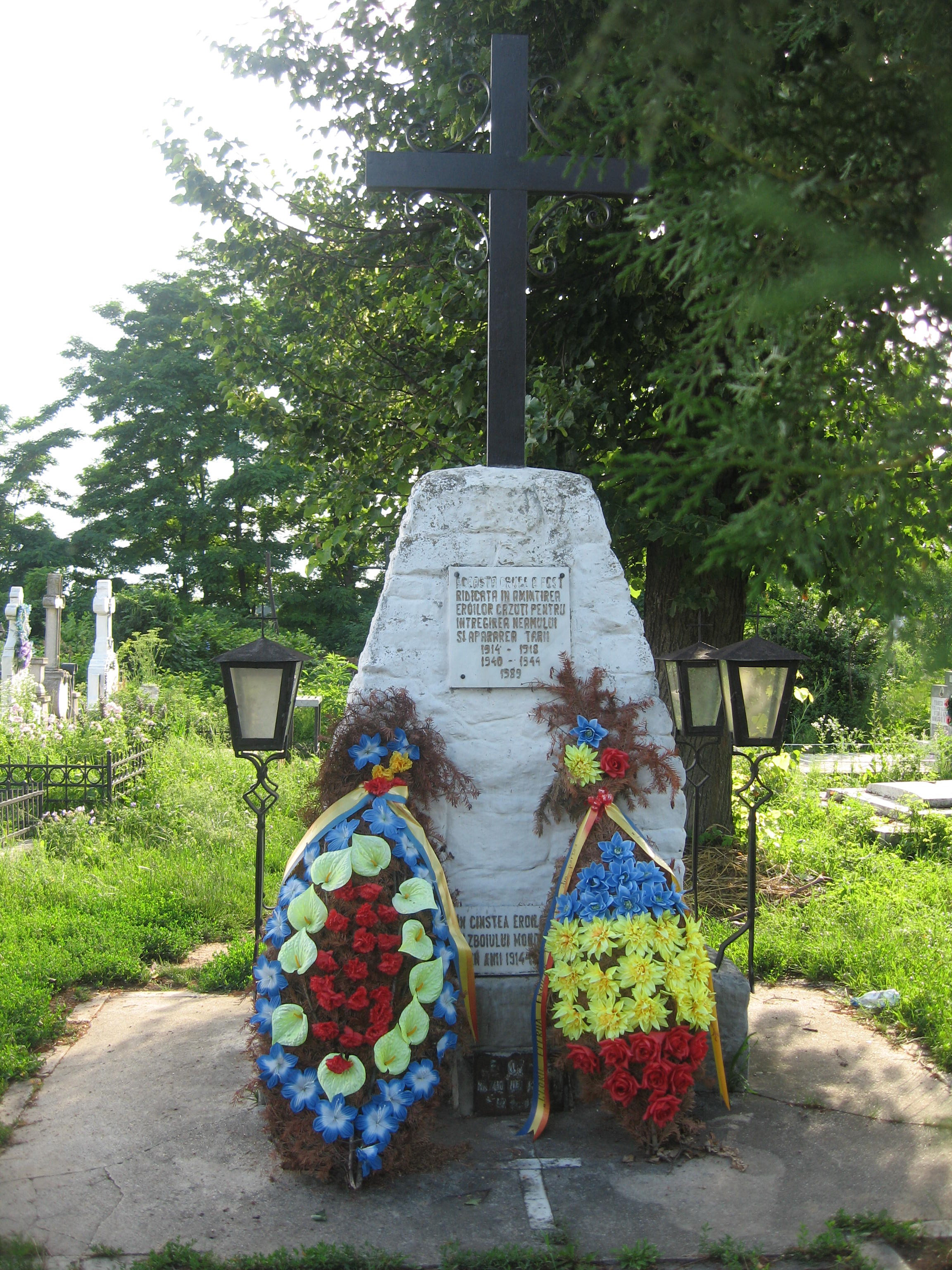
Monumentul eroilor din Ițcani

- Gara Ițcani (Suceava Nord) — dată în exploatare în anul 1871. Până în 1918 clădirea gării a servit drept un important nod feroviar în traficul de călători și mărfuri pentru tranzitul în interiorul Imperiului Austro-Ungar, dar și pentru România. Ea era punct de frontieră între România și Austro-Ungaria, pe teritoriul Austro-Ungariei, în timp ce pe teritoriul României gara corespondentă era Gara Burdujeni.
- Biserica Adormirea Maicii Domnului (fosta Mănăstire Ițcani) — construită în secolul al XVII-lea în Ițcanii Vechi (astăzi Hărbărie) pe ruinele unei biserici din vremea domnitorului Petru al II-lea Mușat, ctitorie a boierului Iațco. Până în anul 1776 a fost mănăstire de călugărițe, devenind apoi biserică de parohie.
- Biserica romano-catolică Sfânta Elisabeta — construită în anul 1902 pentru comunitățile de germani și poloni de religie romano-catolică din Ițcani. În prezent este filială a Parohiei romano-catolice Sfântul Ioan Nepomuk din municipiul Suceava.
- Biserica Sfinții Apostoli — construită în perioada 1905–1908, inițial ca biserică luterană. După emigrarea germanilor în anii 1938–1940, biserica a fost cedată comunității ortodoxe din Ițcani.
- Biserica Sfinții Arhangheli Mihail și Gavriil — construită între anii 1933–1938 pentru credincioșii ortodocși români din Ițcani.
- Sinagoga din Ițcani — lăcaș de cult mozaic construit în secolul al XIX-lea și folosit de către comunitatea evreiască din Ițcani până prin anii '60 ai veacului trecut. Ruinele sinagogii au fost complet demolate în vara anului 2009.
- Fostul Pichet de grăniceri din Ițcani — clădirea care a găzduit pichetul de grăniceri până în anul 1918 a fost construită de autoritățile austro-ungare la limita între actualele cartiere sucevene Burdujeni și Ițcani. În prezent, clădirea se află pe strada Gheorghe Doja, la intersecția acesteia cu strada Barbu Lăzăreanu.
- Fosta Primărie Ițcani, ulterior magazin alimentar și spații locative — localizată pe strada Gării, fiind încadrată de Biserica romano-catolică Sfânta Elisabeta, respectiv de Biserica ortodoxă Sfinții Arhangheli. În această casă a funcționat primăria localității până la mijlocul secolului al XX-lea, când Ițcani a devenit cartier al Sucevei.
- Fostul Oficiu Poștal Ițcani, astăzi secție de Poliție și spații locative — casa care în prezent găzduiește poliția cartierului este situată pe strada Gării, în apropiere de pasajul rutier și de edificiul fostei școli. A fost construită în stil austriac, având valoare de patrimoniu.
- Școala veche — clădirea fostei școli se află pe strada Gării, în apropiere de pasajul rutier. După mutarea școlii, aici a funcționat secția Service Automatizări Industriale Suceava a Întreprinderii Antrepriză Montaj Service Automatizări Telecomunicații (IAMSAT) București. În prezent, instituția de învățământ a cartierului poartă numele Școala Generală nr. 7 „Grigore Ghica Voievod” și se află pe strada Epaminonda Bucevschi nr. 5.
- Fosta Casa Germană din Ițcani (germană Itzkany Deutsches Haus) — clădirea este situată pe șoseaua ce duce către Siret și Cernăuți (strada Grigore Alexandru Ghica), iar în prezent este utilizată ca spațiu de depozitare și sediu de firme.
- Casa în stil austriac din strada Gheorghe Doja nr. 3 — construită în stilul arhitectonic austriac și situată în apropiere de pasajul rutier, lângă clădirea fostului Cinematograf „Arta” (astăzi centru multifuncțional).
- Parcul Gării Ițcani — parc amenajat de către autoritățile austro-ungare la sfârșitul secolului al XIX-lea, în spatele Gării Ițcani.
- Monumentul eroilor din Ițcani — localizat în cimitirul cartierului și închinat eroilor din Primul Război Mondial (1914–1918).

## Personalități originare din Ițcani
- Mircea Radu Iacoban (n. 1940) – dramaturg și prozator român, născut la Iași, a copilărit în Ițcani;[7]
- Armin Kaufmann (1902–1980) – compozitor austriac;
- Romuald Kraus (1891–1954) – sculptor american.

## Imagini

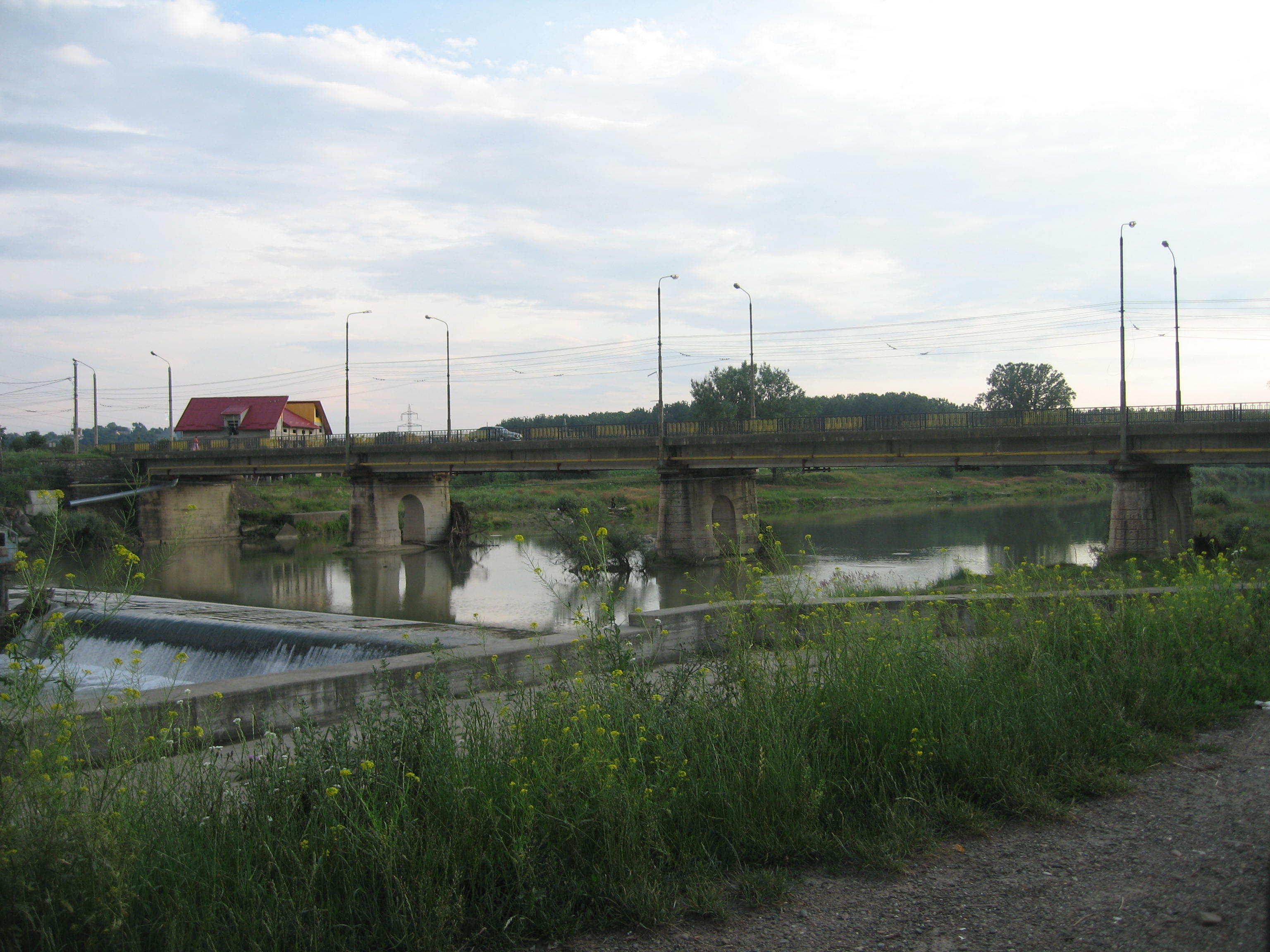
Podul rutier peste râul Suceava, ce leagă Ițcani de centrul Sucevei
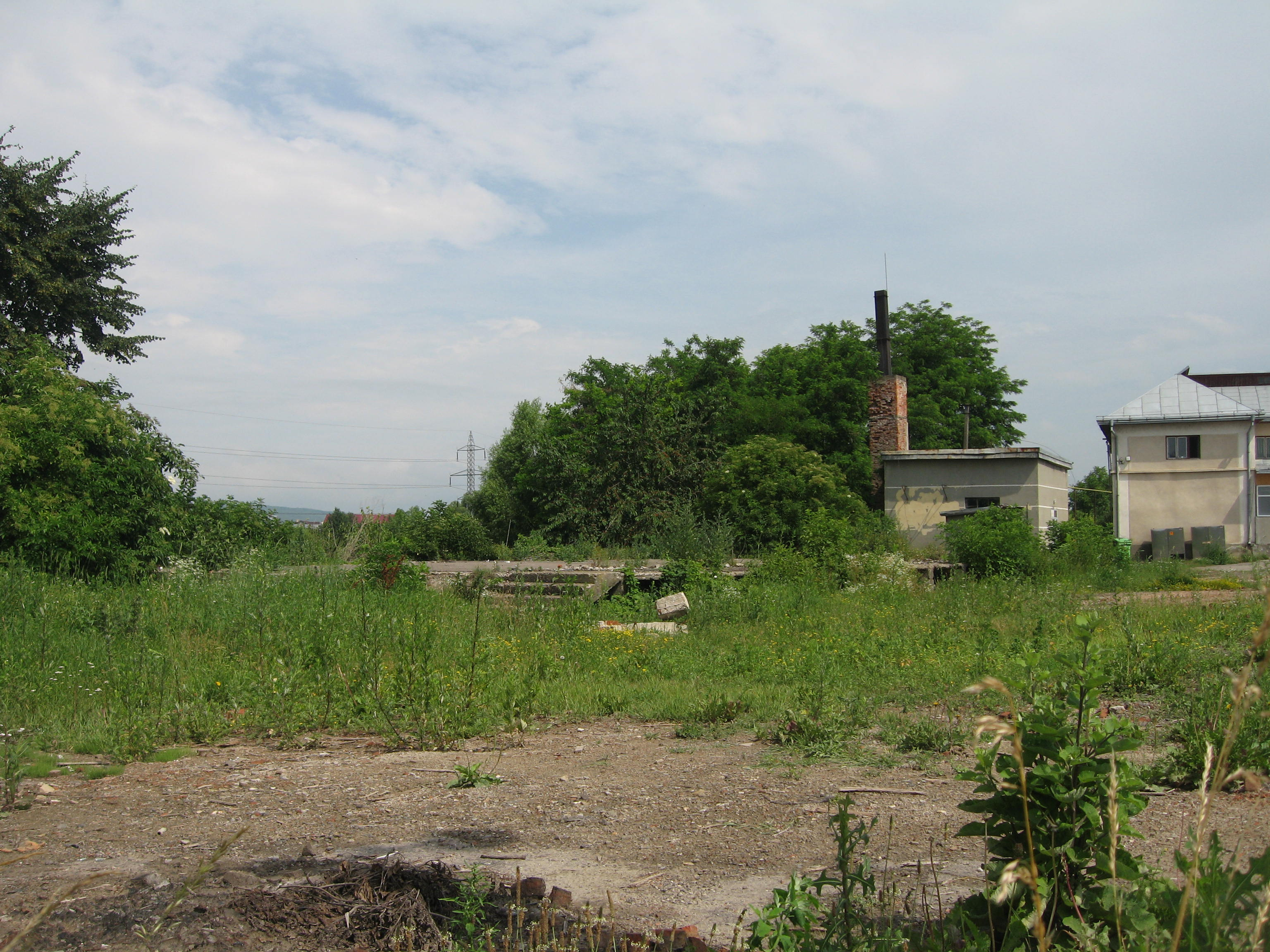
Locul unde s-a aflat clădirea Pichetului de grăniceri din Burdujeni. Aceasta a fost demolată în anul 2009.
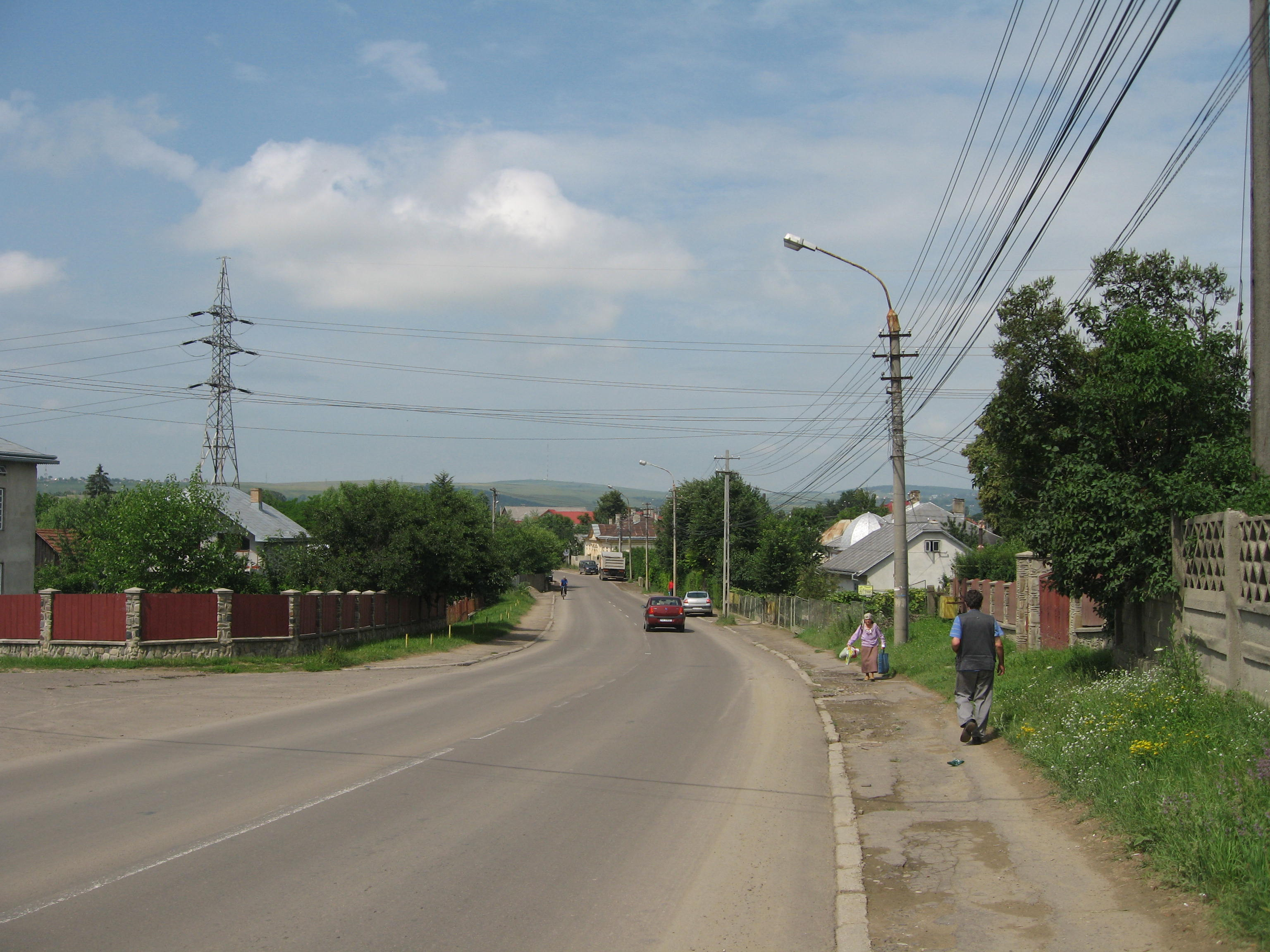
Strada Gheorghe Doja, în zona fostului punct de trecere a frontierei
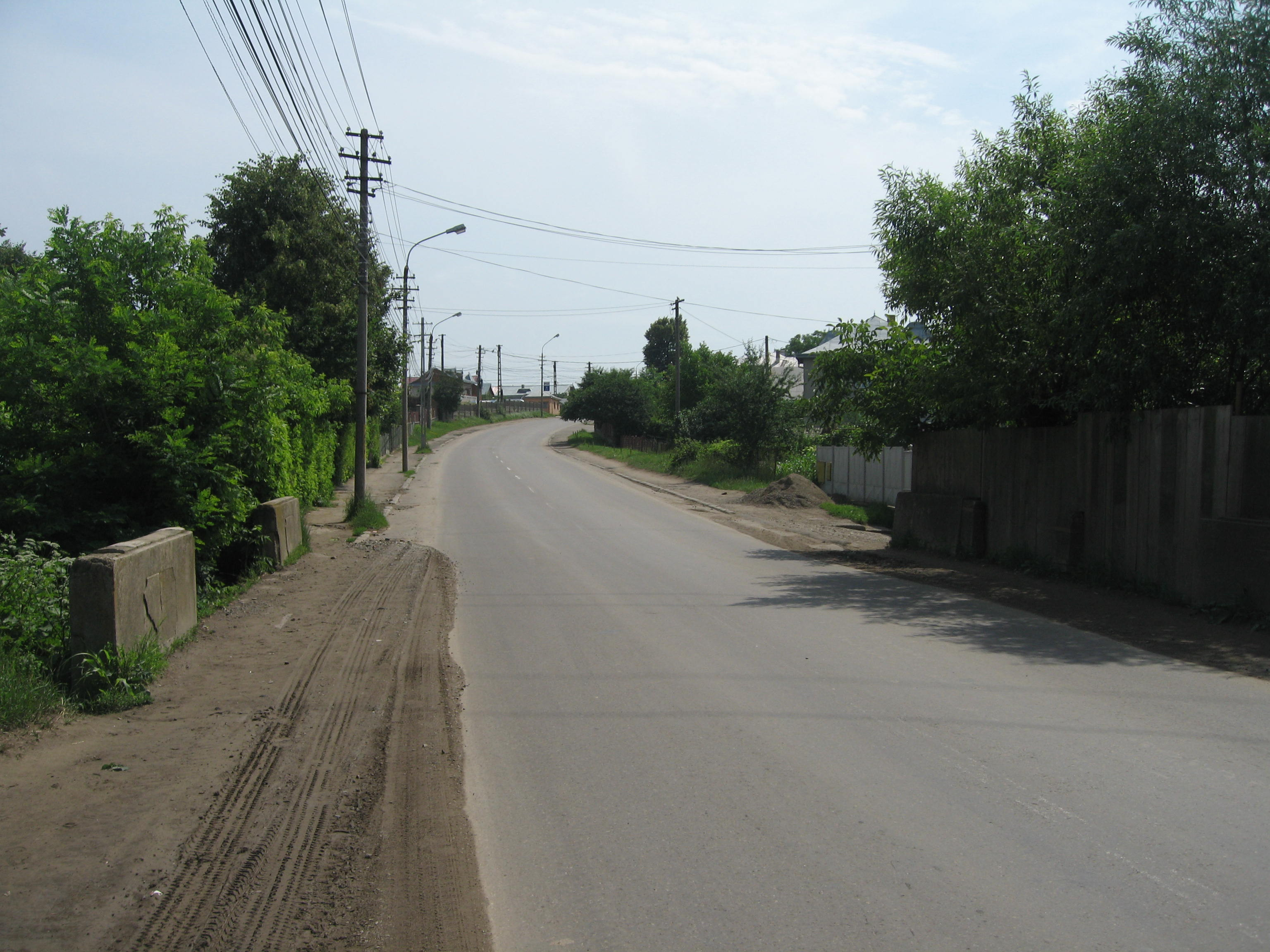
Strada Gheorghe Doja, podul de peste râul Mitocu, punct de trecere a frontierei
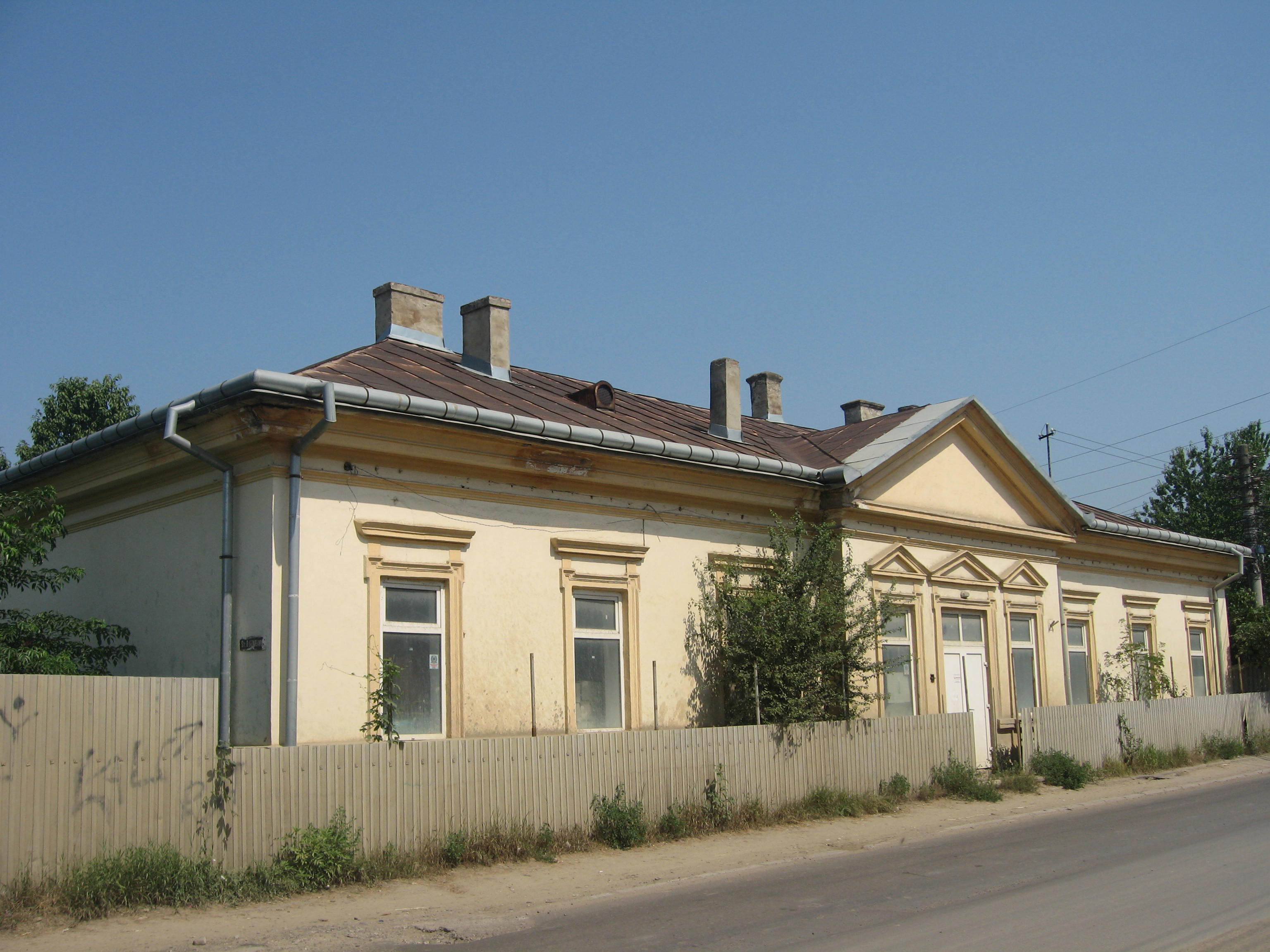
Clădirea fostului Pichet de grăniceri din Ițcani, aflată în strada Barbu Lăzăreanu
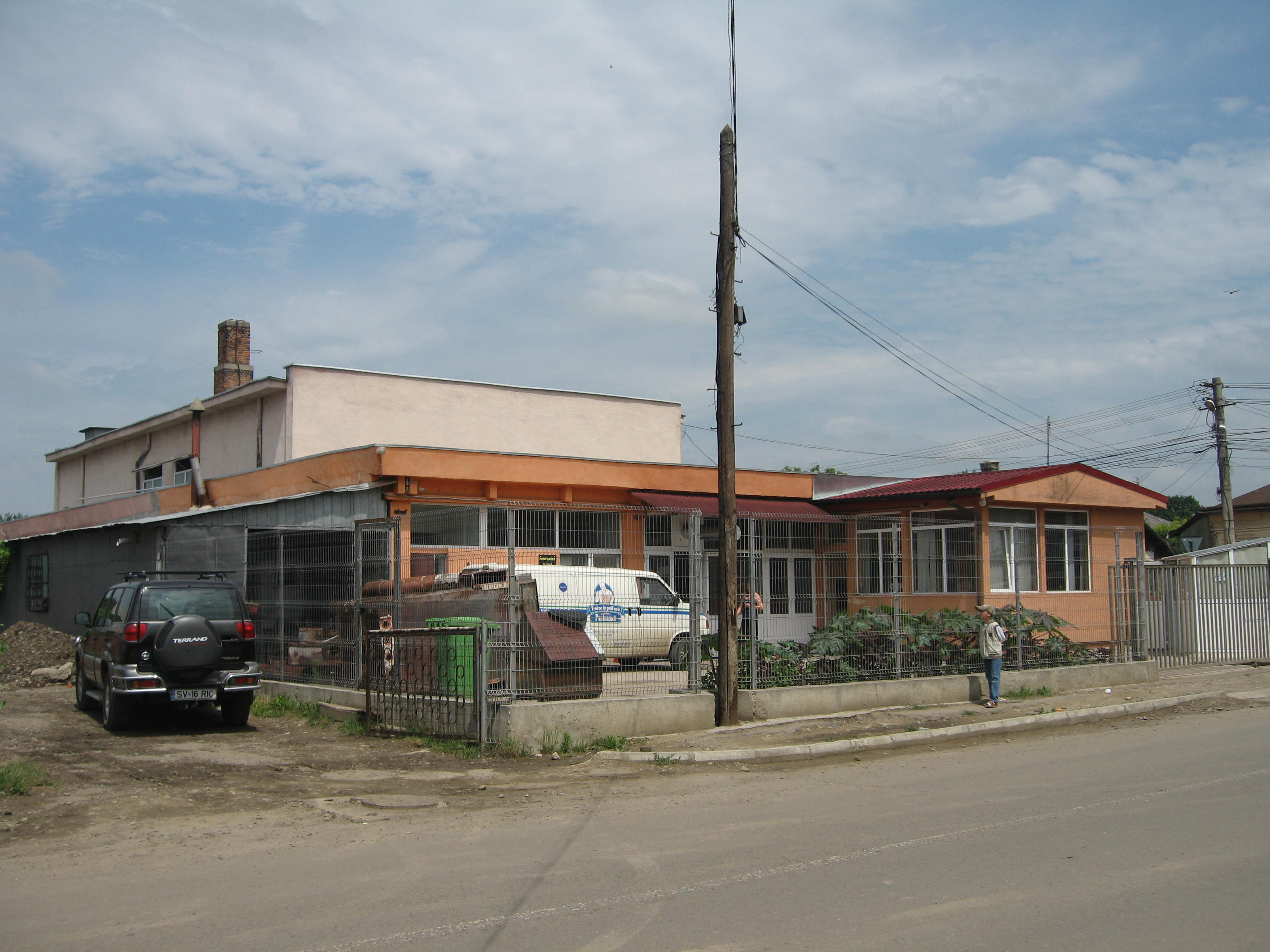
Clădirea fostului Cinematograf „Arta” din Ițcani
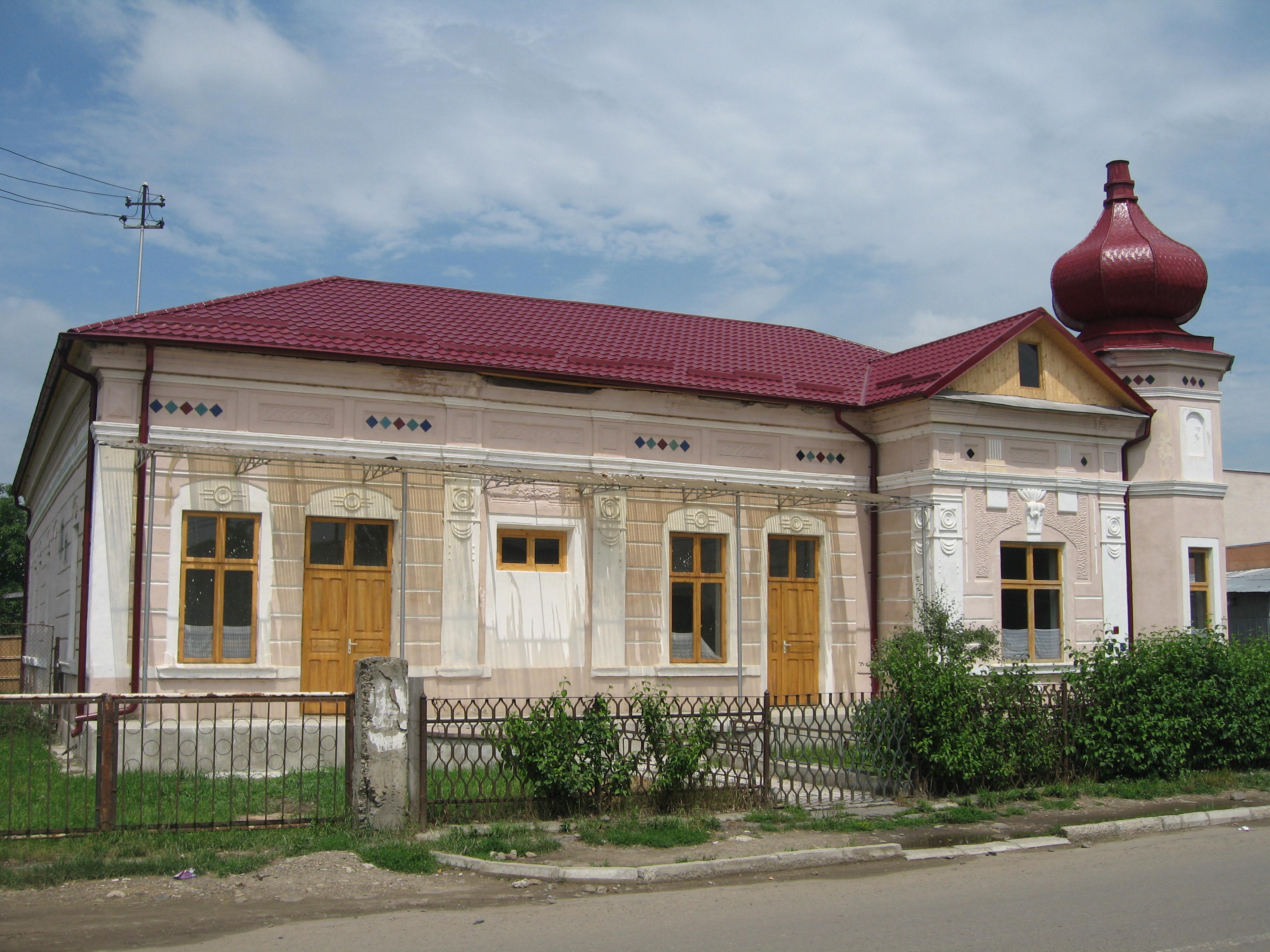
Casa în stil austriac din strada Gheorghe Doja nr. 3, în care a funcționat în perioada comunistă un magazin de pâine
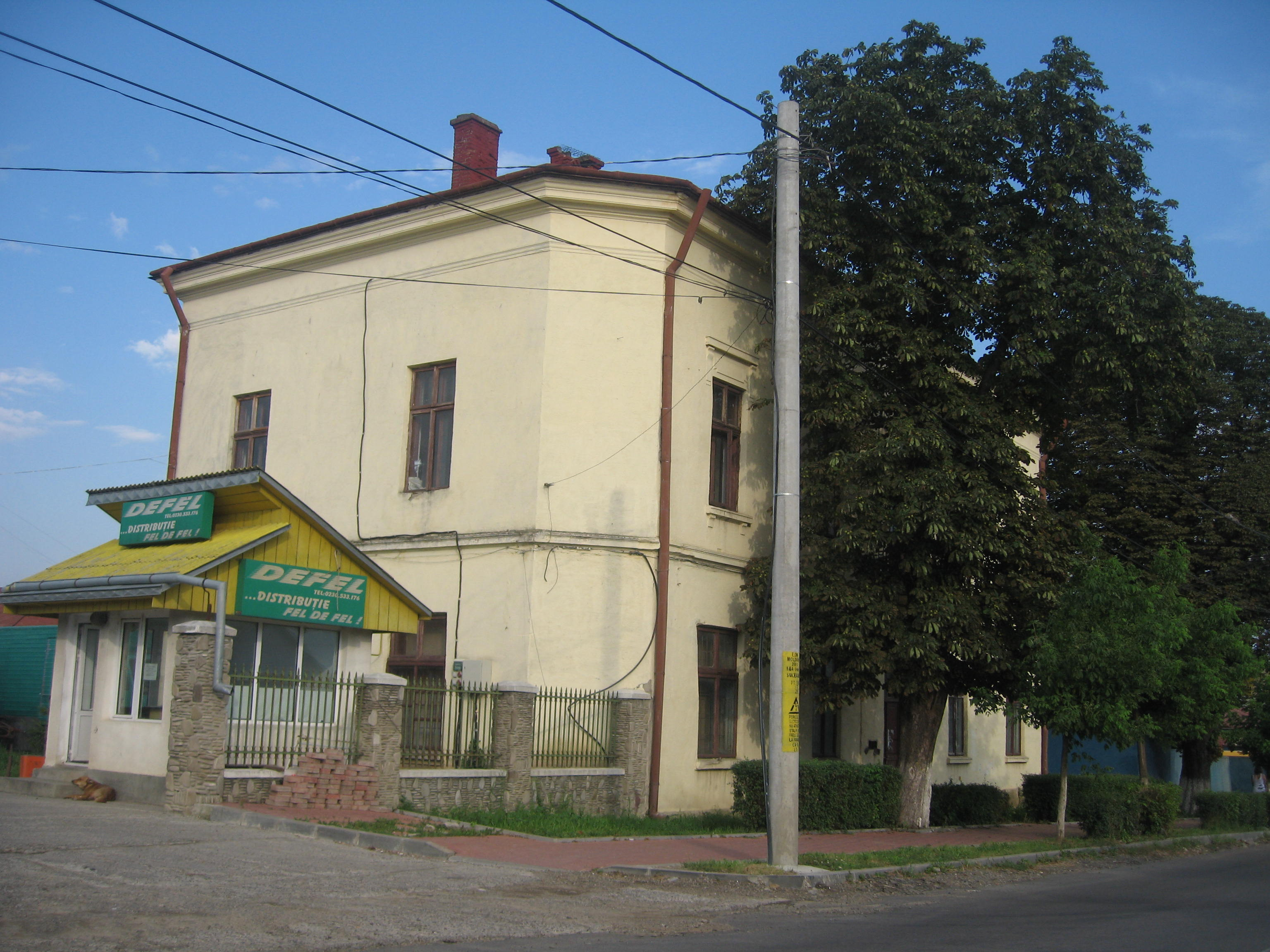
Clădirea fostei Case Germane, situată în strada Grigore Alexandru Ghica
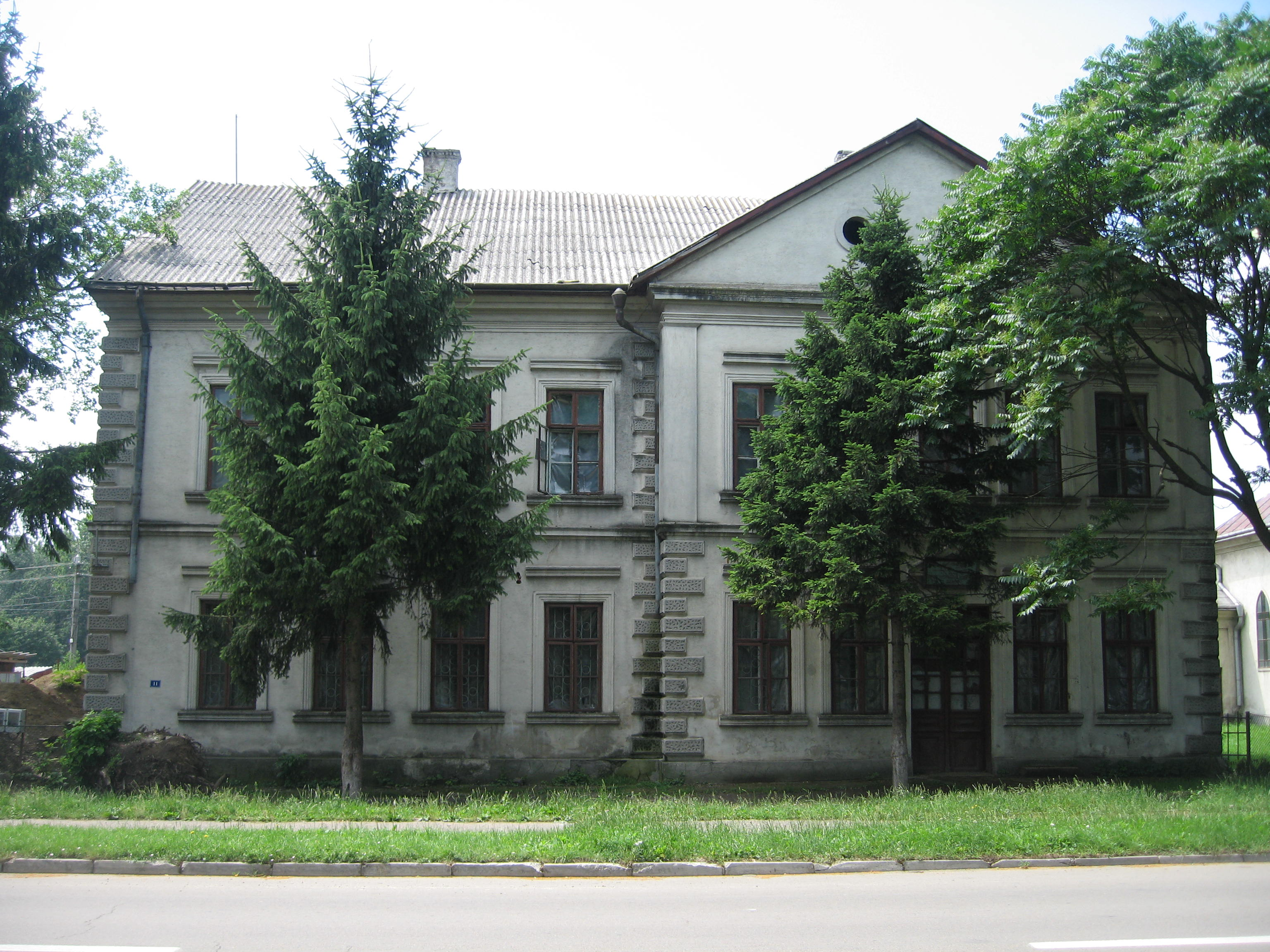
Școala veche din Ițcani. Ulterior aici a funcționat o secție a IAMSAT București.
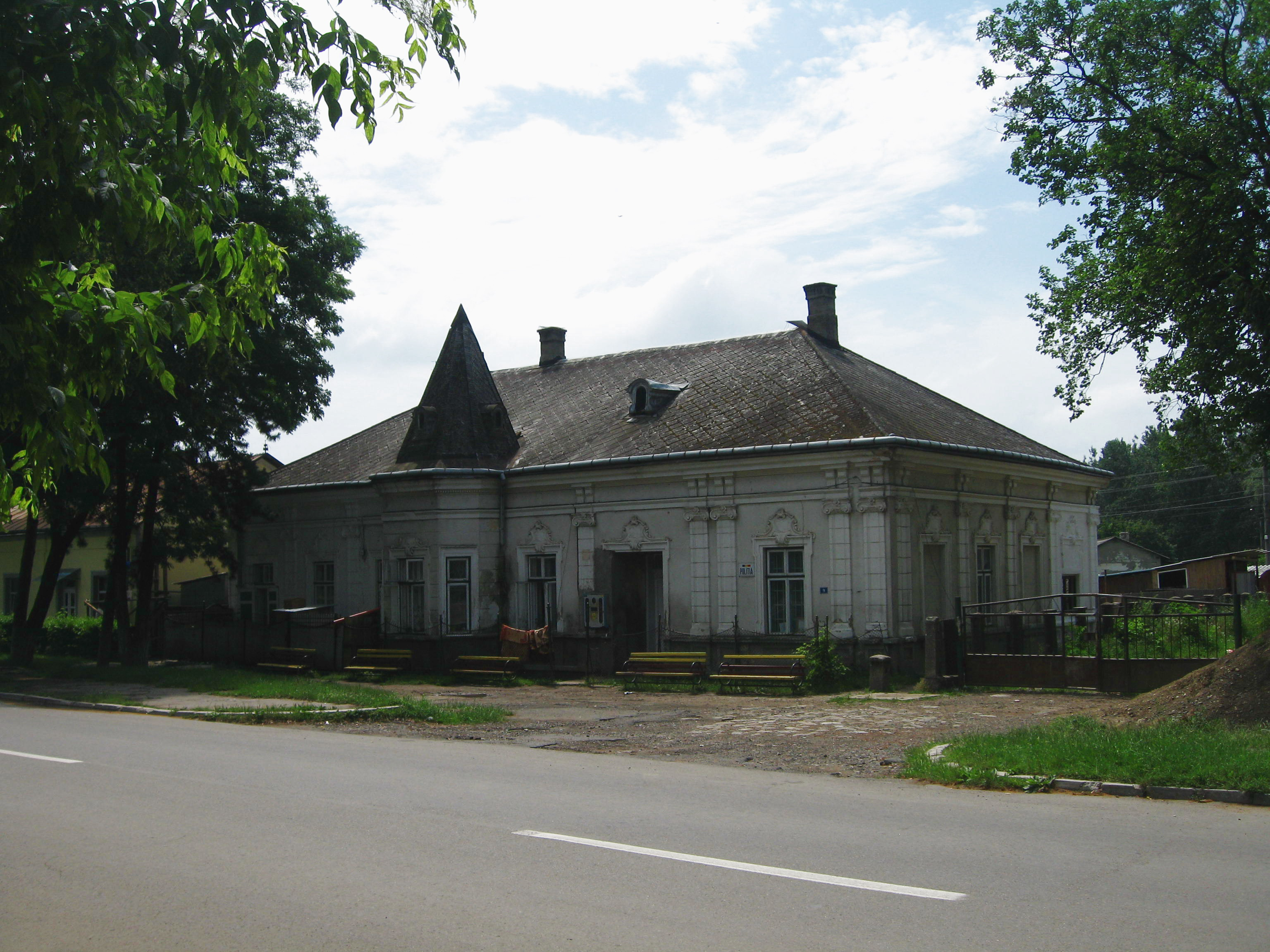
Clădirea Poliției din Ițcani. Înainte aici a funcționat Oficiul Poștal Ițcani.
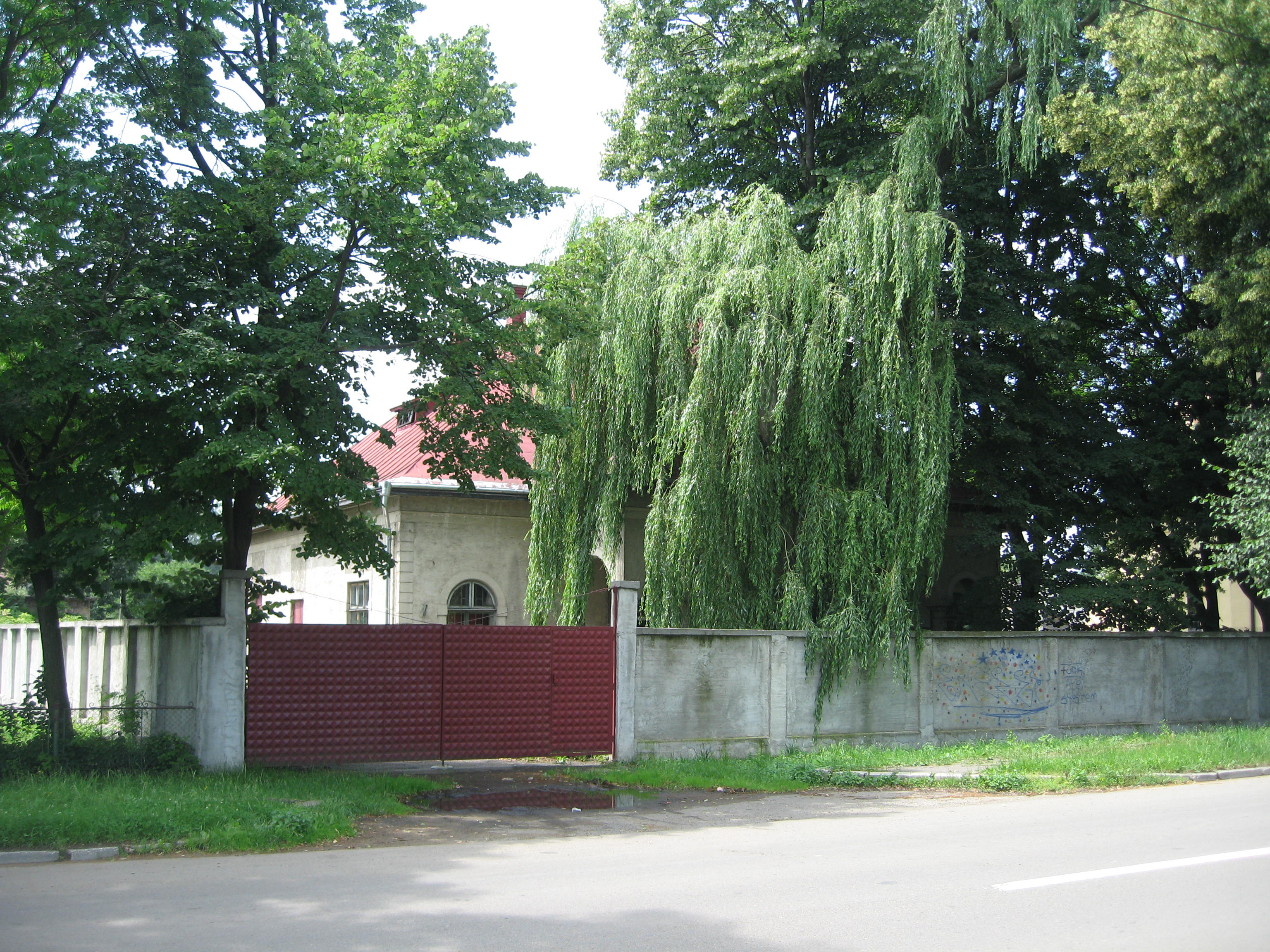
Clădirea fostei Primării Ițcani, aflată pe strada Gării
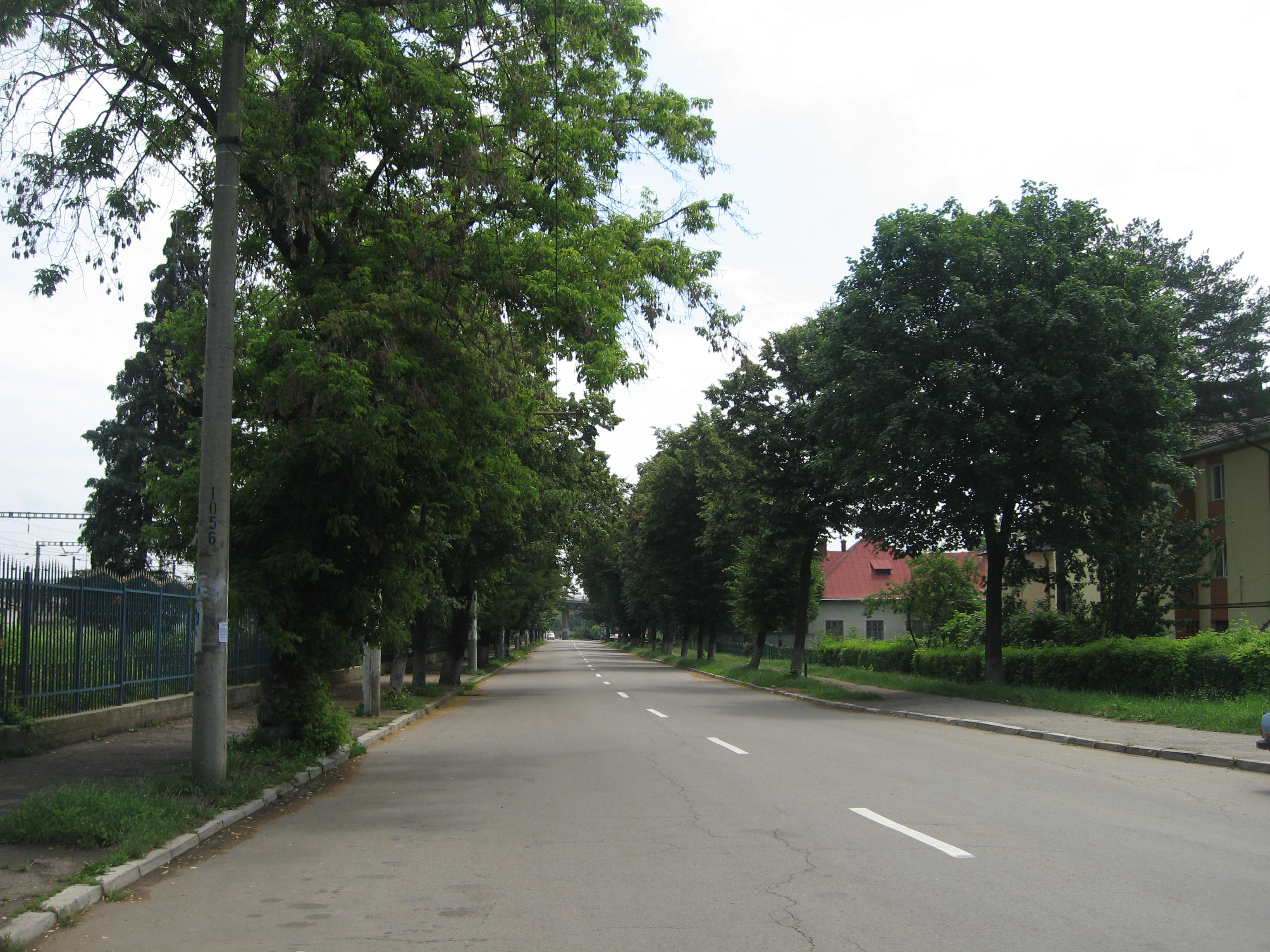
Strada Gării
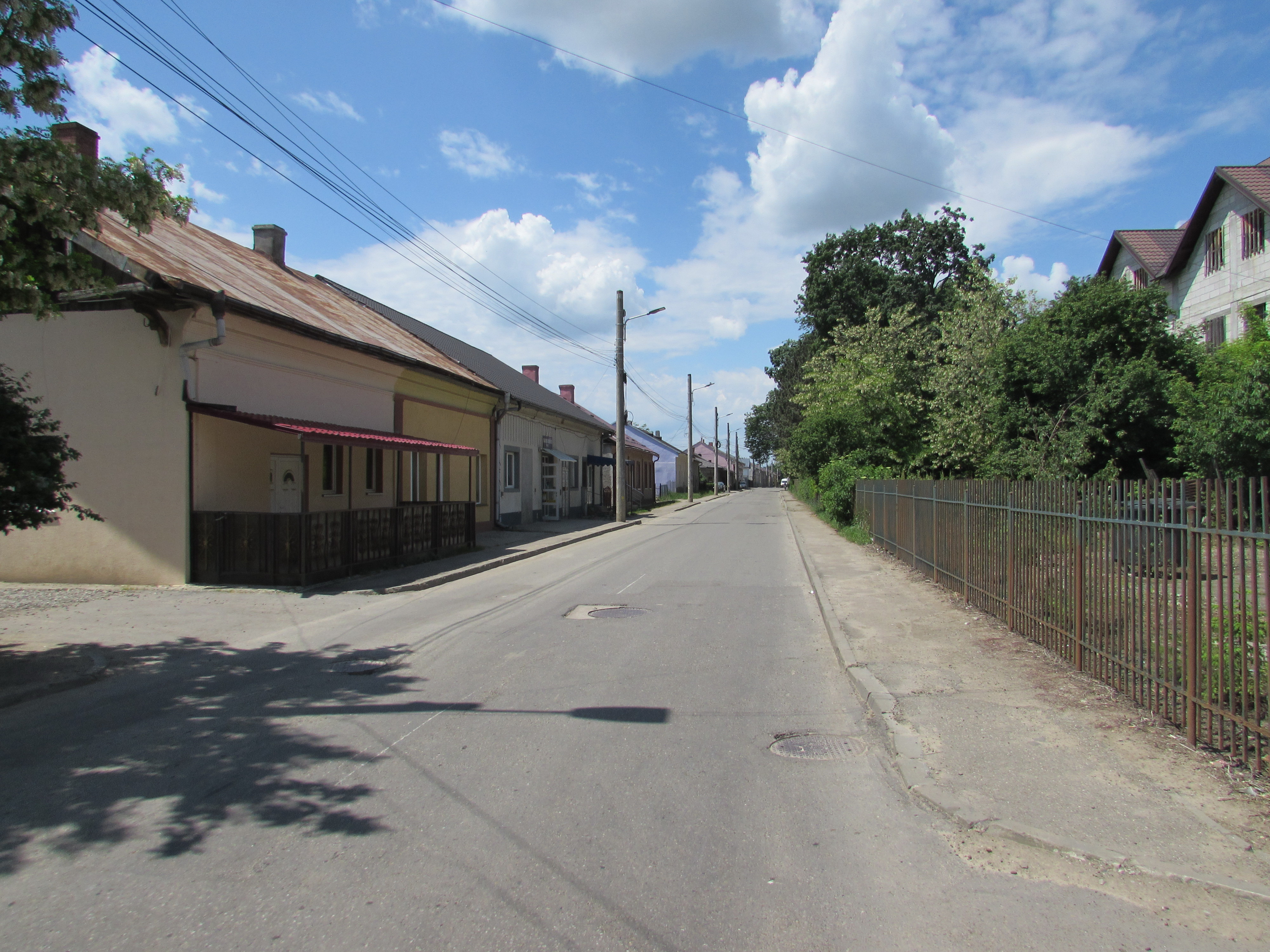
Strada Aurel Vlaicu
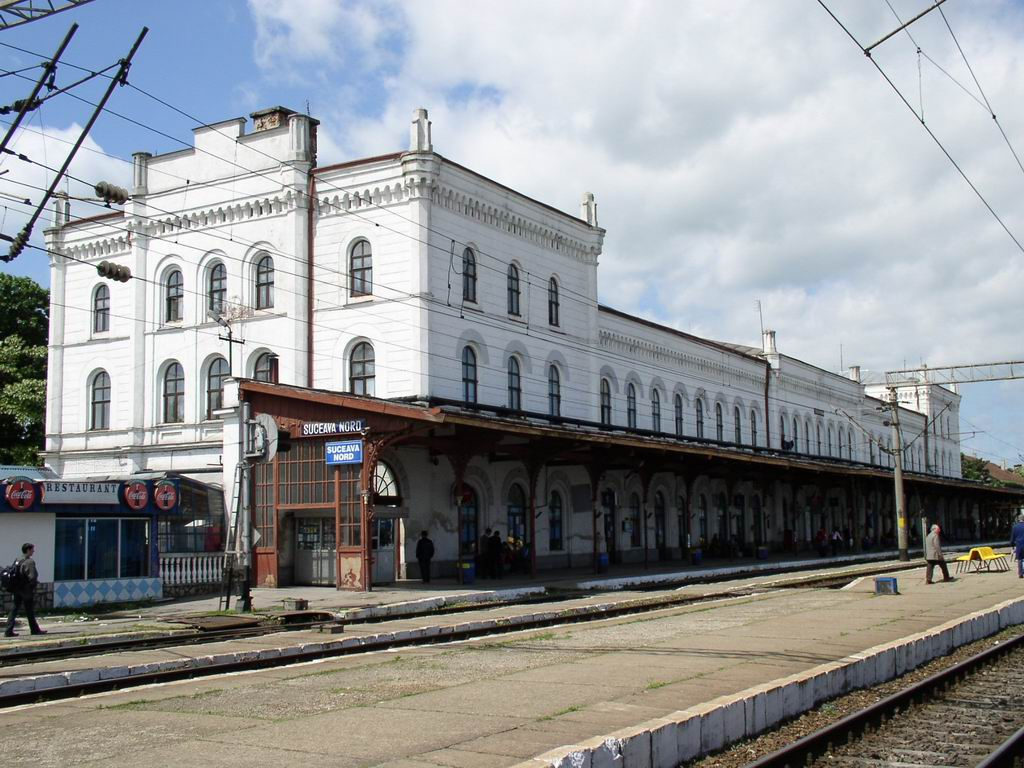
Gara Ițcani (Suceava Nord), clădire monument istoric
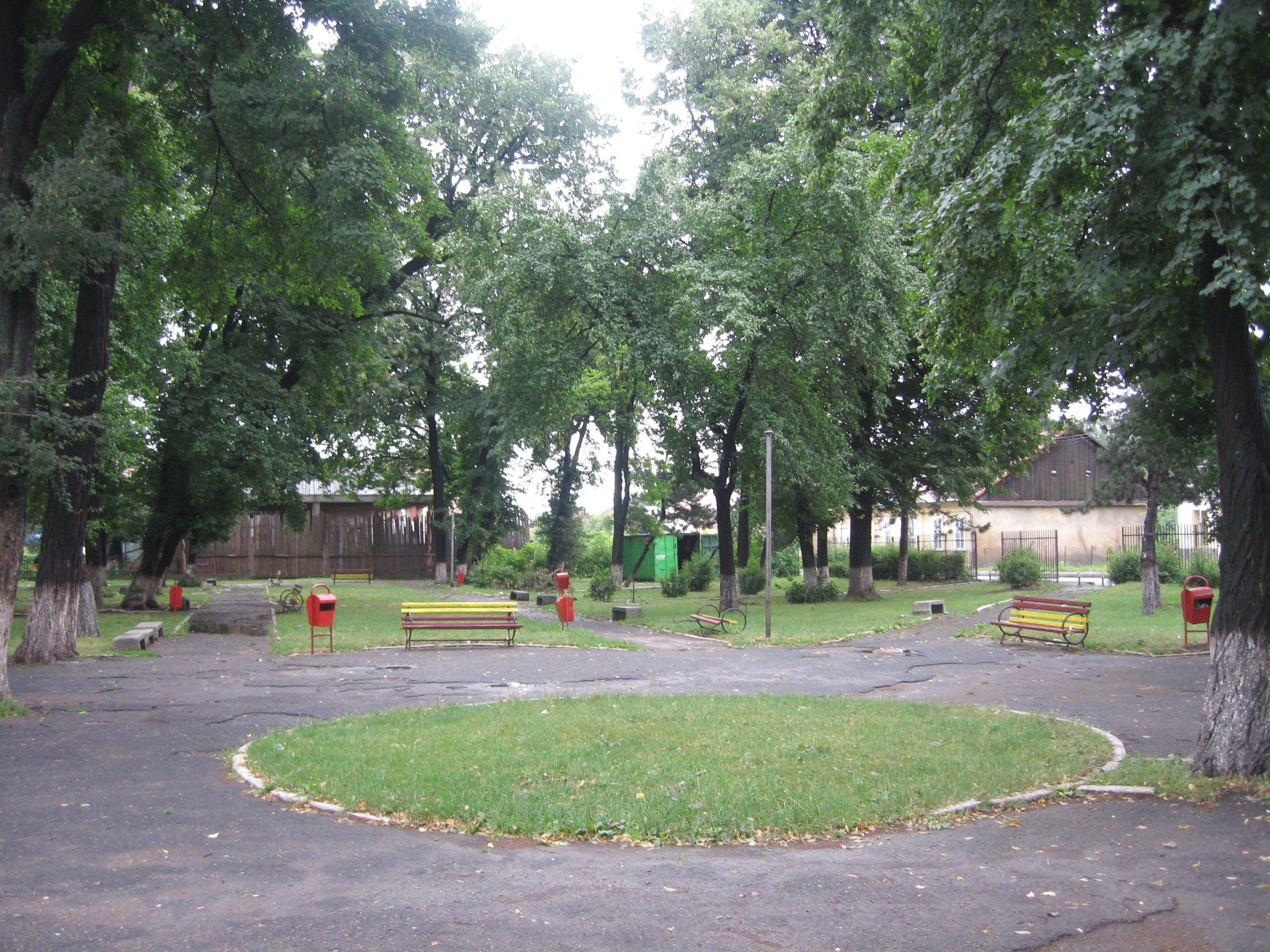
Parcul Gării Ițcani
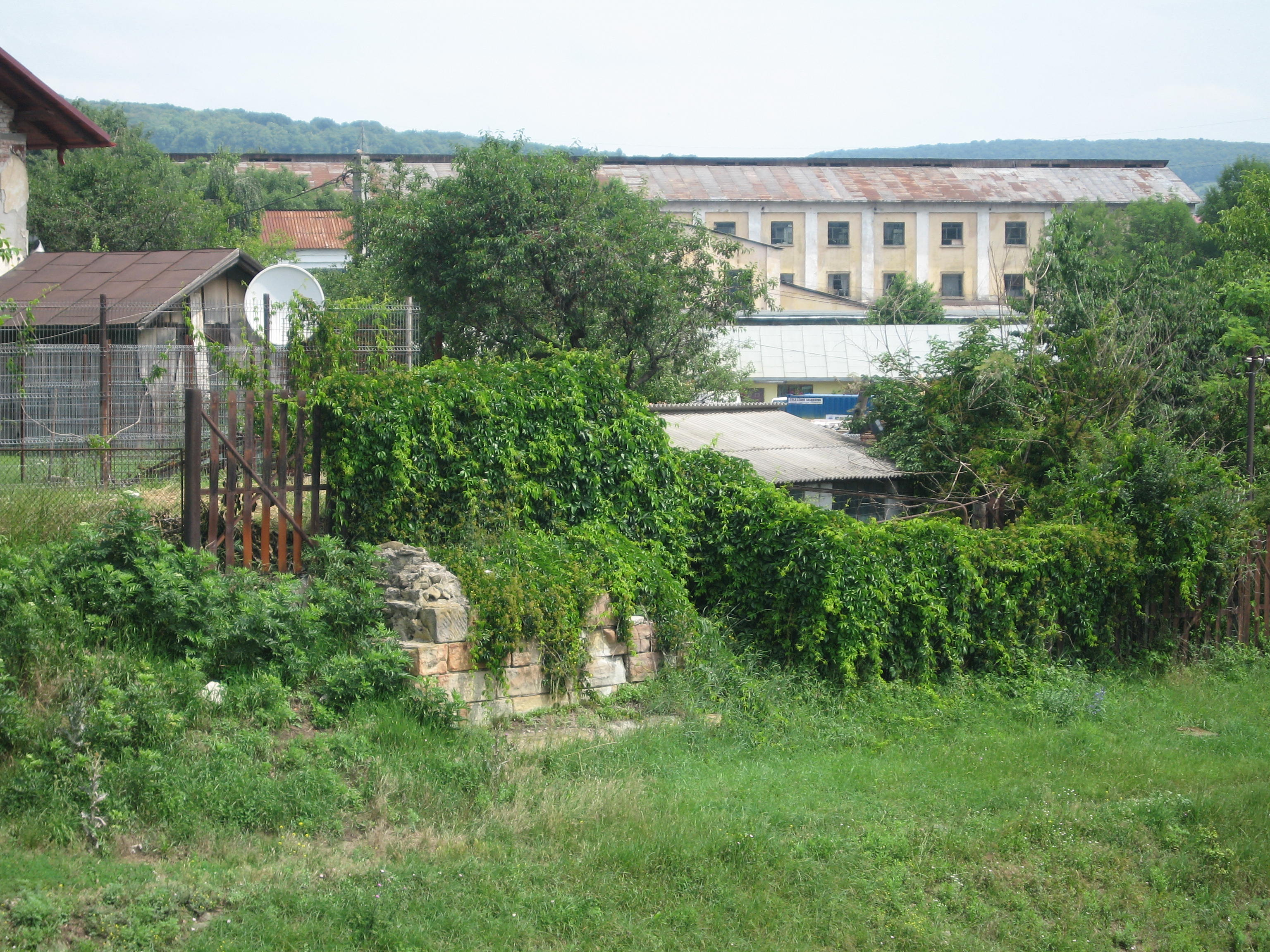
Fabrica de încălțăminte „Străduința”, văzută dinspre râul Suceava. În trecut, fabrica de zahăr
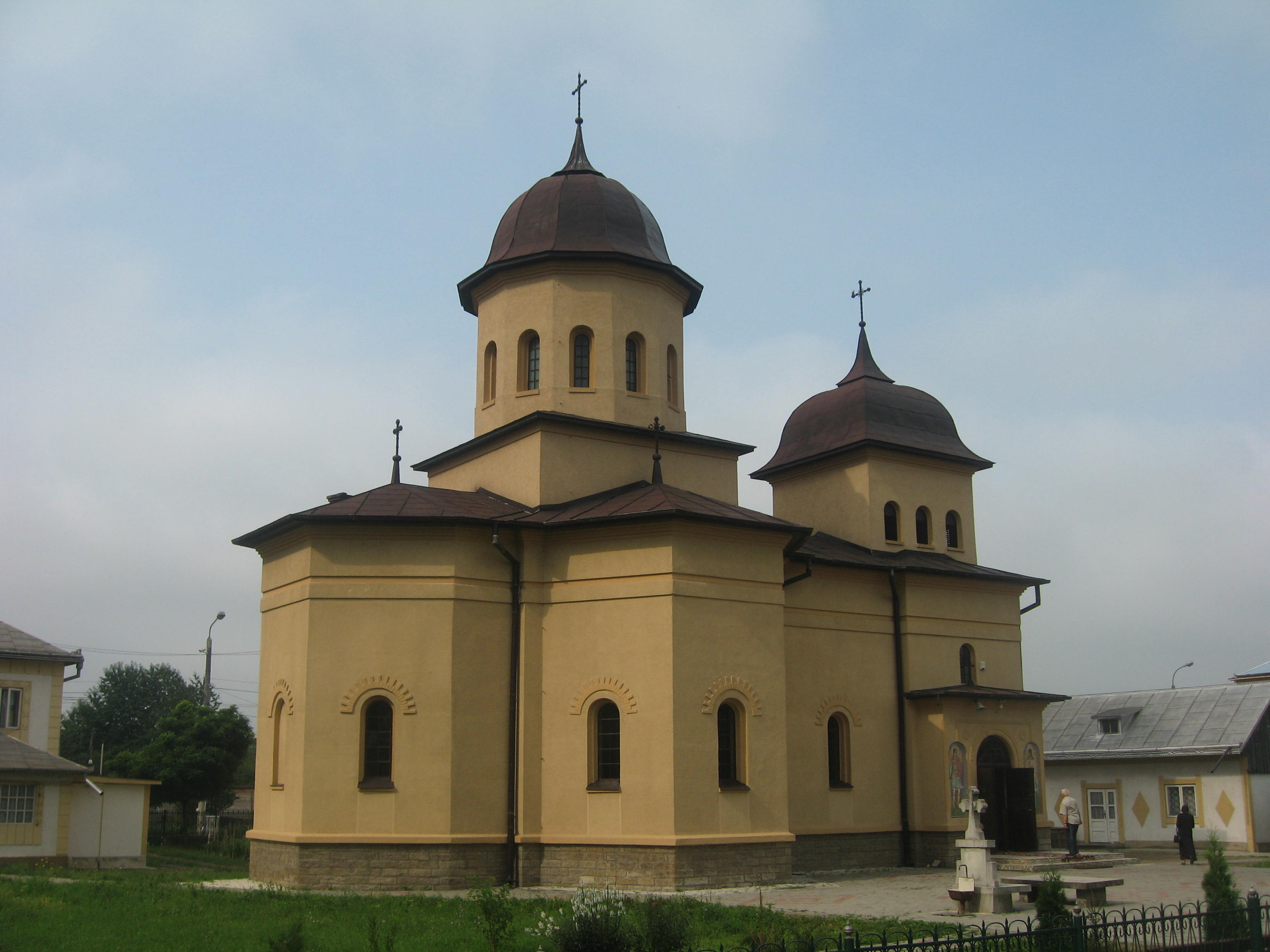
Biserica ortodoxă Sfinții Arhangheli Mihail și Gavriil
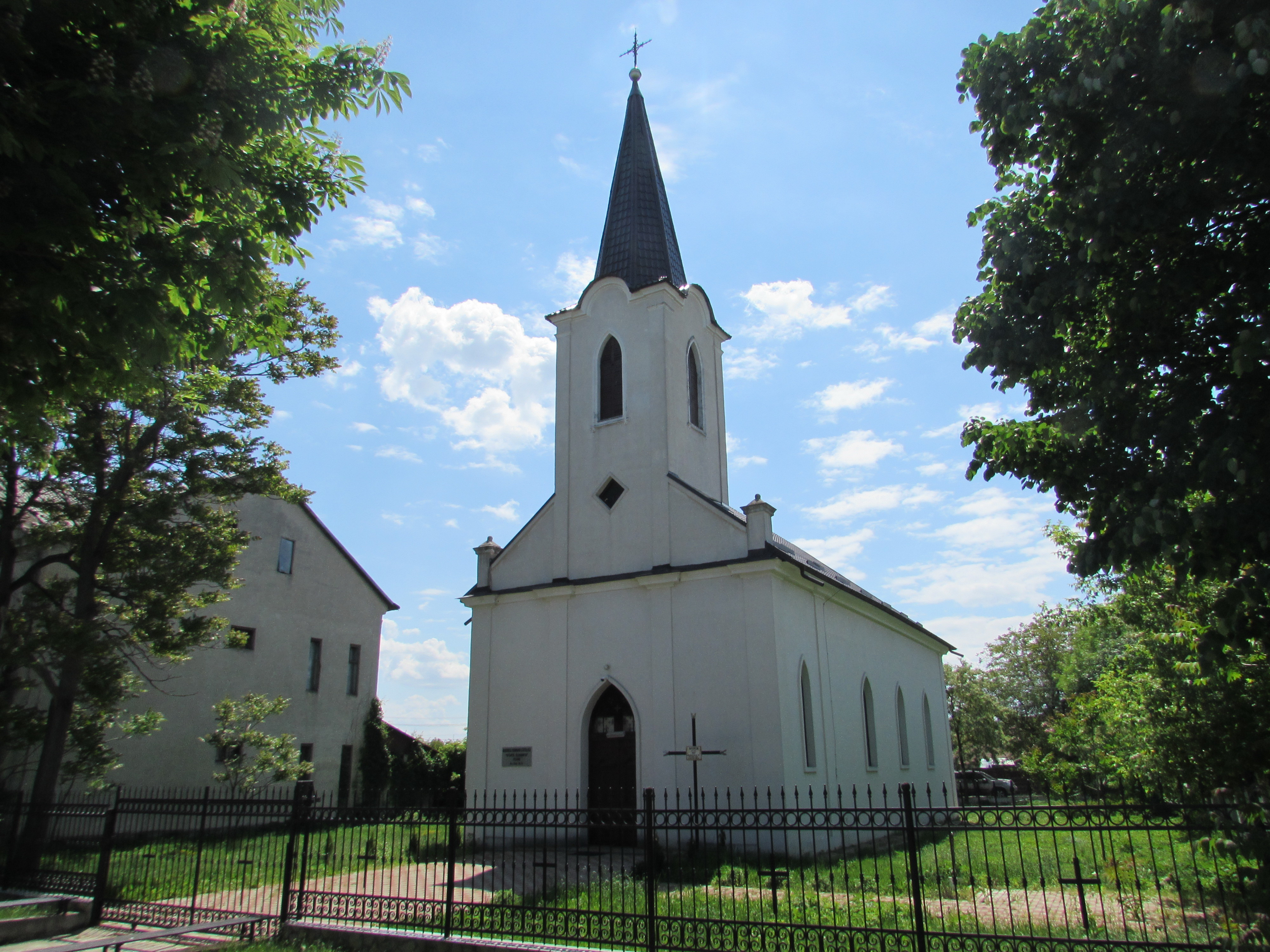
Biserica romano-catolică Sfânta Elisabeta
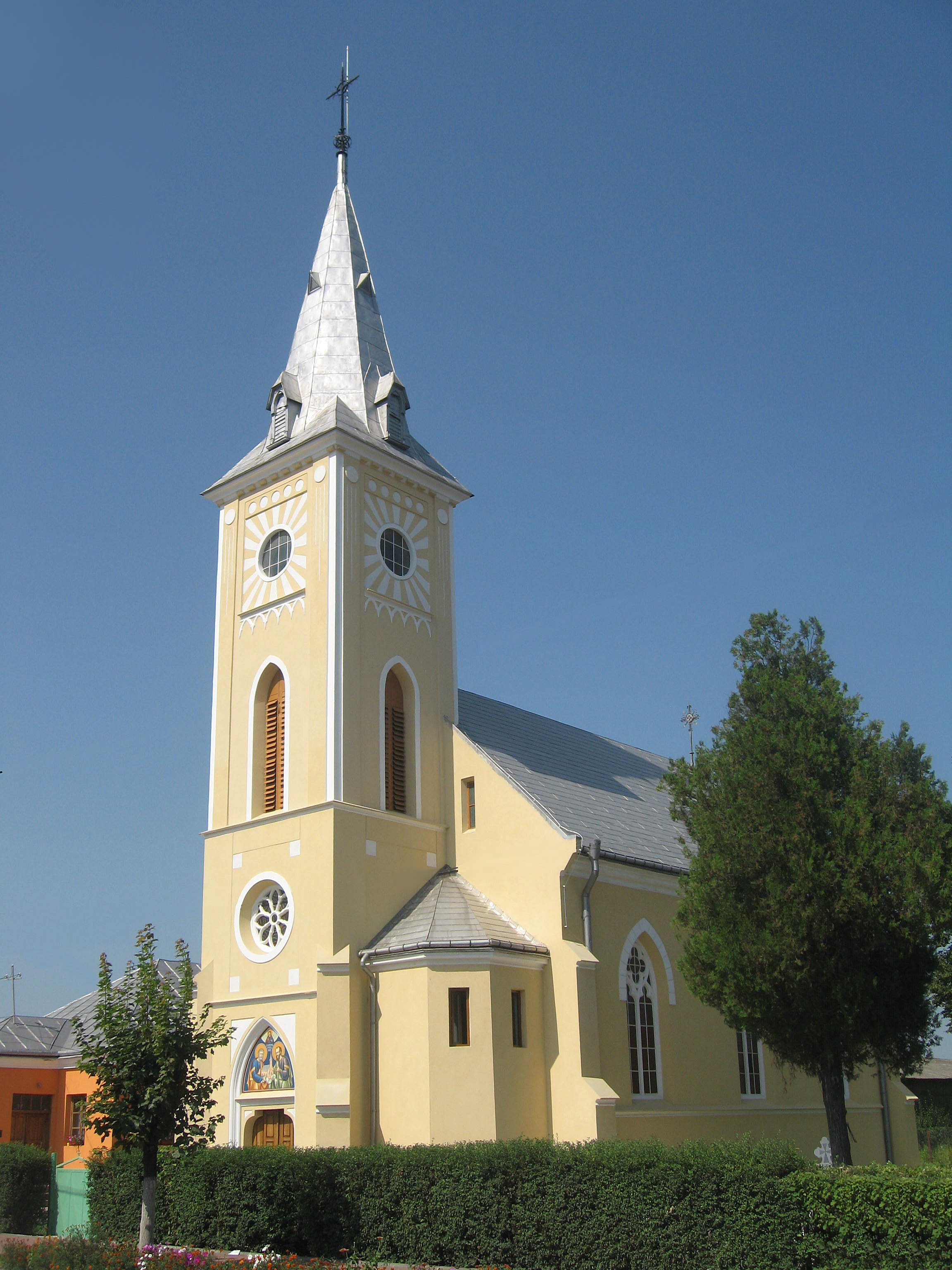
Biserica ortodoxă Sfinții Apostoli (fostă luterană)
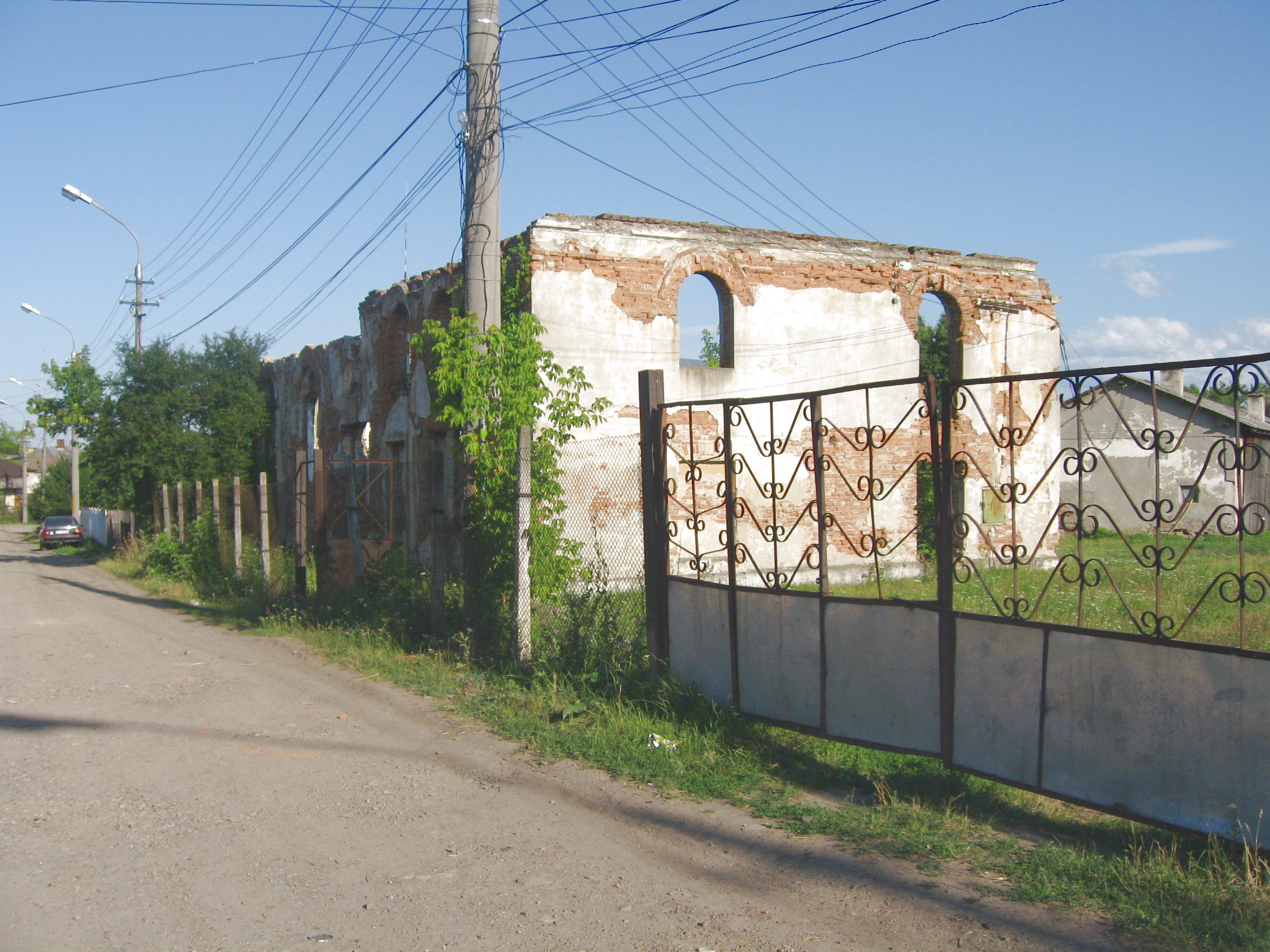
Sinagoga din Ițcani, aflată în ruine (2007). A fost demolată complet în anul 2009.